# 오벨리스크

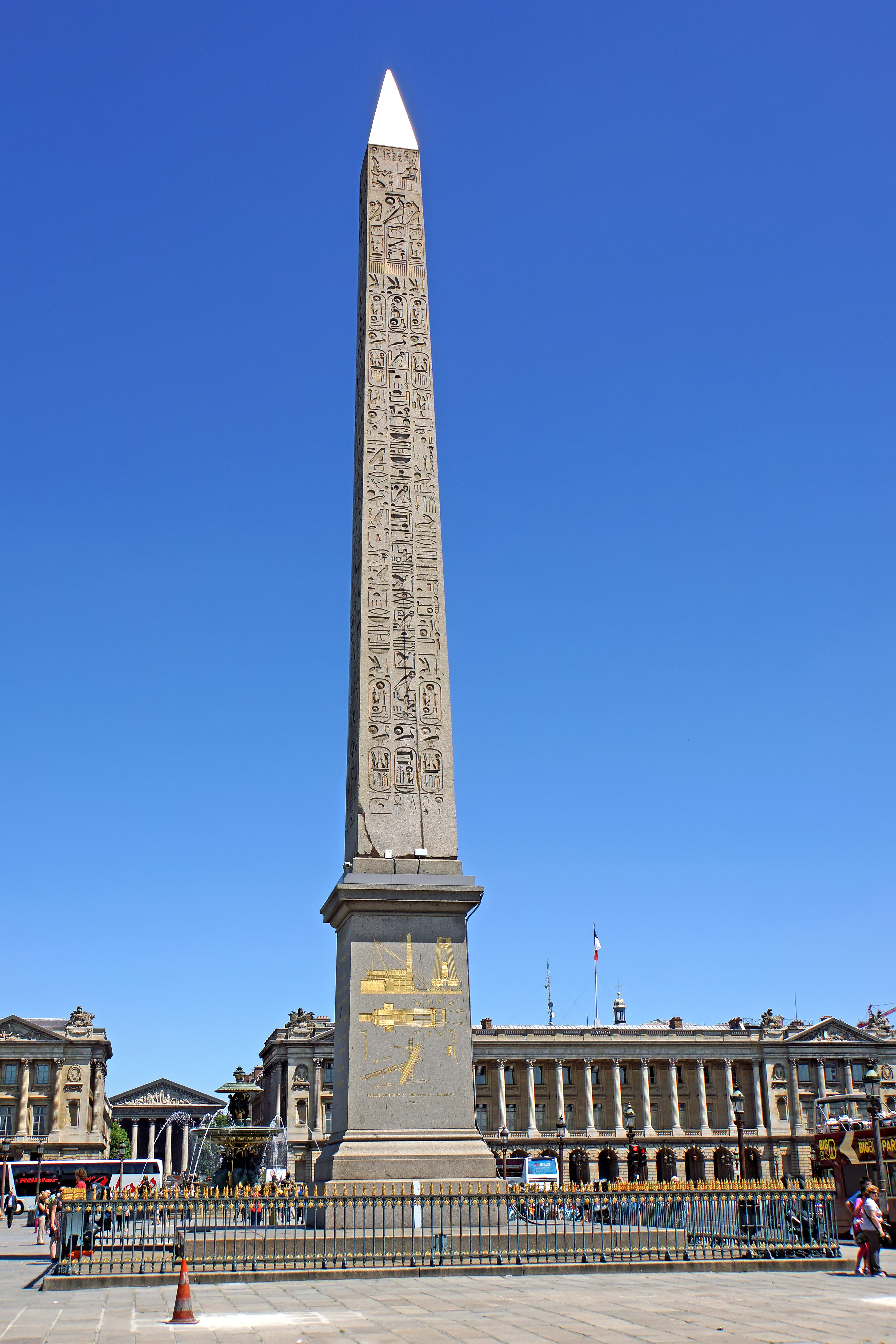
파리의 콩코르드 광장에 있는 두 룩소르 오벨리스크 중 하나. 높이 의 붉은 화강암 단일체 기둥으로, 받침대를 포함하여 무게는 톤이 넘는다.

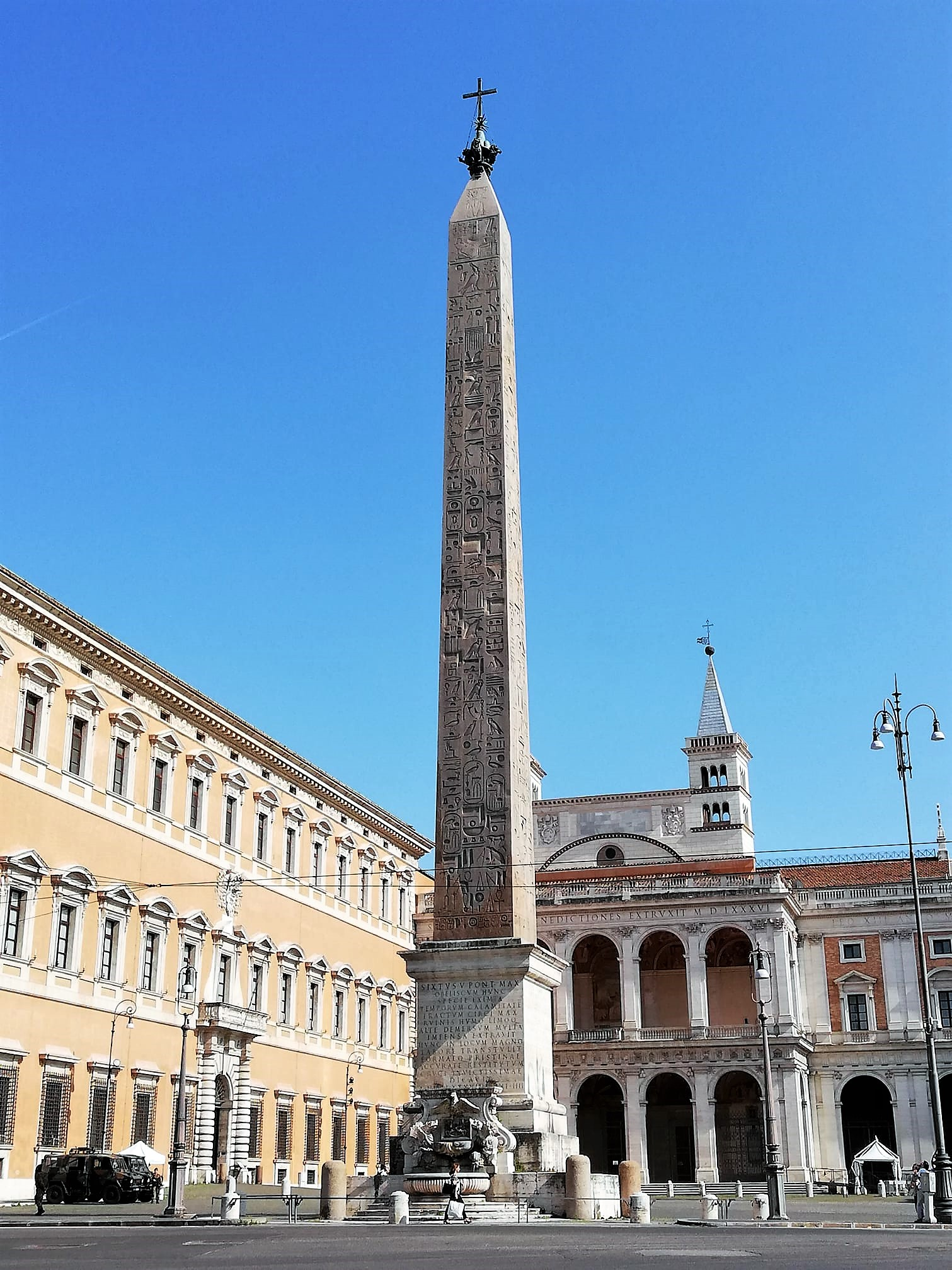
로마 산 조반니 인 라테라노 광장의 라테라노 오벨리스크. 높이 (받침대와 십자가를 포함하면 45.70m)로, 세계에서 가장 큰 현존하는 고대 단일체 오벨리스크이다.

오벨리스크(고대 그리스어: ὀβελίσκος (obelískos), ὀβελός (obelós) '꼬치, 못, 뾰족한 기둥'의 지소사) 혹은 방첨탑(方尖塔)은 네 면을 가지고 있으며 끝이 피라미드 모양이거나 피라미디온 형태인 높고 가늘며 점점 좁아지는 기념건축물이다. 원래 고대 이집트인들이 건설하여 테케누(tekhenu)라고 불렀는데, 고대 그리스인들은 이를 묘사하기 위해 그리스어 단어 obeliskos를 사용했으며, 이 단어가 라틴어를 거쳐 최종적으로 영어로 전해졌다. 윌리엄 토마스가 1549년 자신의 저서 《이탈리아 역사(Historie of Italie)》에서 이 용어를 정확하게 사용했지만, 16세기 후반(엘리자베스 여왕의 파문 이후 이탈리아와의 교류가 줄어든 뒤)에는 셰익스피어가 자신의 희곡과 소네트에서 피라미드와 오벨리스크를 구분하지 못했다. 고대 오벨리스크는 단일체로 하나의 돌로 이루어져 있으며, 대부분의 현대 오벨리스크는 여러 개의 돌로 만들어진다.

## 고대 오벨리스크

### 이집트
오벨리스크는 고대 이집트 건축에서 중요한 위치를 차지했으며, 이집트 신전 입구에 쌍으로 배치되어 종교적으로 중요한 역할을 했다. 오늘날 영어에서 사용되는 "오벨리스크"라는 단어는 이집트어가 아닌 그리스어에서 유래했는데, 그리스 여행가 헤로도토스가 이 유물을 묘사한 최초의 고전 작가 중 한 명이기 때문이다. 다수의 고대 이집트 오벨리스크가 현존하며, 아스완 채석장에서 부분적으로 조각되다 만 "미완성 오벨리스크"도 발견되었다. 이 오벨리스크들은 현재 전 세계에 흩어져 있으며, 절반도 안 되는 수가 이집트에 남아 있다.
가장 초기에 세워진 채로 남아있는 사원 오벨리스크는 현대 헬리오폴리스의 알마타리야에 있는 이집트 제12왕조의 세누스레트 1세 오벨리스크로, 높이 68-피트 (20.7 m), 무게 120-미터톤 (130-쇼트톤)의 붉은 화강암으로 만들어졌다.
이집트 신화에서 오벨리스크는 태양신 라를 상징했으며, 아크나톤의 종교 개혁 시기에는 아톤, 즉 태양원반의 석화된 빛줄기로 여겨졌다. 벤벤은 누라는 태초의 물에서 솟아난 언덕으로, 헬리오폴리스 창조 신화 형태의 고대 이집트 종교에서 창조신 아툼이 그 위에 정착했다. 벤벤 석(피라미디온으로도 알려짐)은 이집트 피라미드의 꼭대기 돌이다. 이는 또한 오벨리스크와도 관련이 있다.
뉴욕 대학교의 이집트학자 패트리샤 블랙웰 게리와 《천문학》 잡지의 선임 편집자 리처드 탈콧은 고대 이집트 피라미드와 오벨리스크의 형태가 태양과 관련된 자연 현상에서 유래했을 것이라고 가설을 세웠다(당시 이집트인들에게 라는 가장 위대한 신이었다). 피라미드와 오벨리스크의 중요성은 특히 해돋이와 해넘이와 관련된 천문 현상, 즉 황도광과 선 필러와 관련하여 그동안 간과되어 왔다.

이집트 오벨리스크 종류
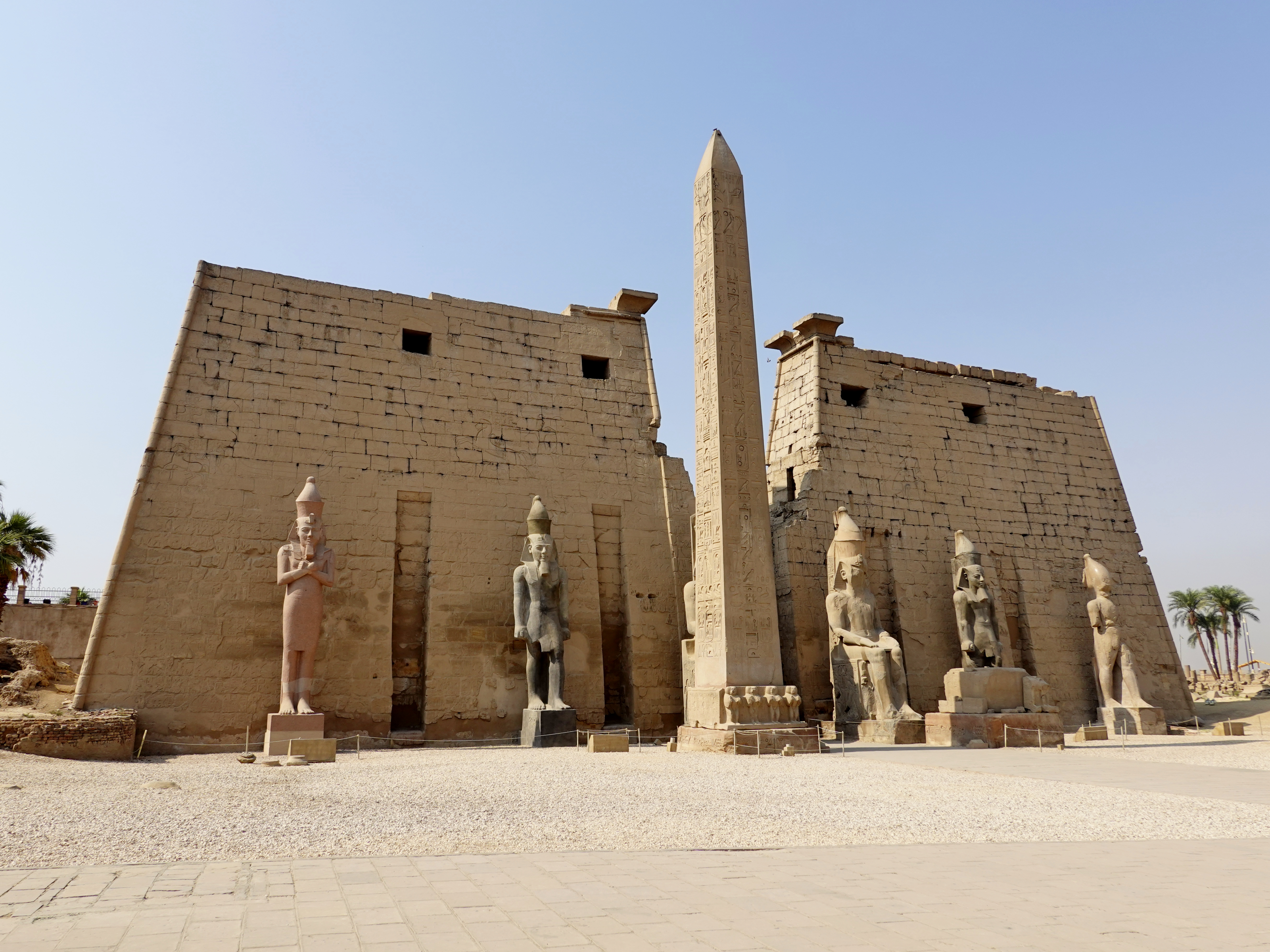
룩소르 신전의 탑문과 남아있는 룩소르 오벨리스크 (두 번째 오벨리스크는 현재 파리의 콩코르드 광장에 있음)
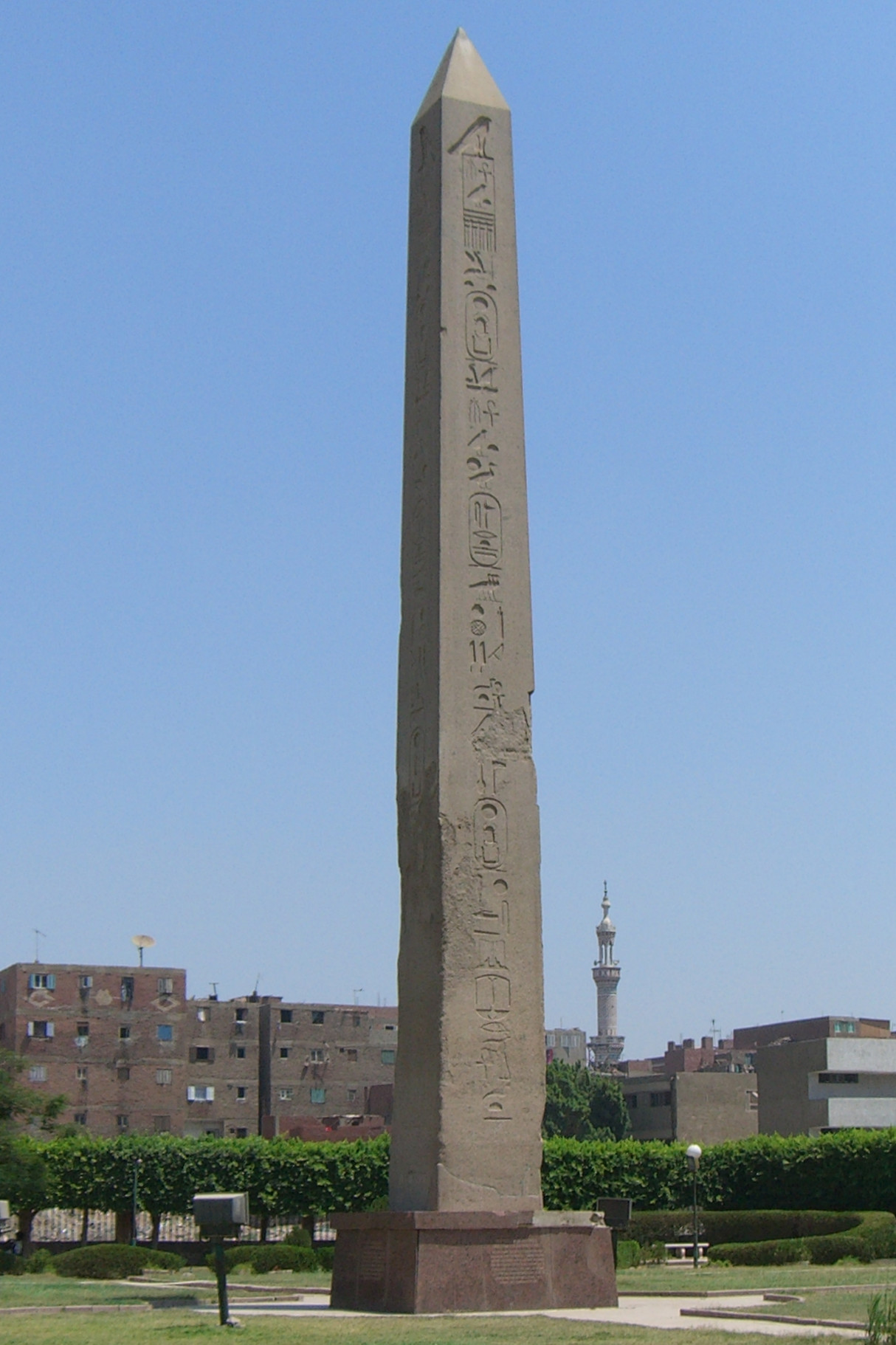
이집트 현대 헬리오폴리스의 알마타리야 지역에 있는 세누스레트 1세 파라오의 오벨리스크
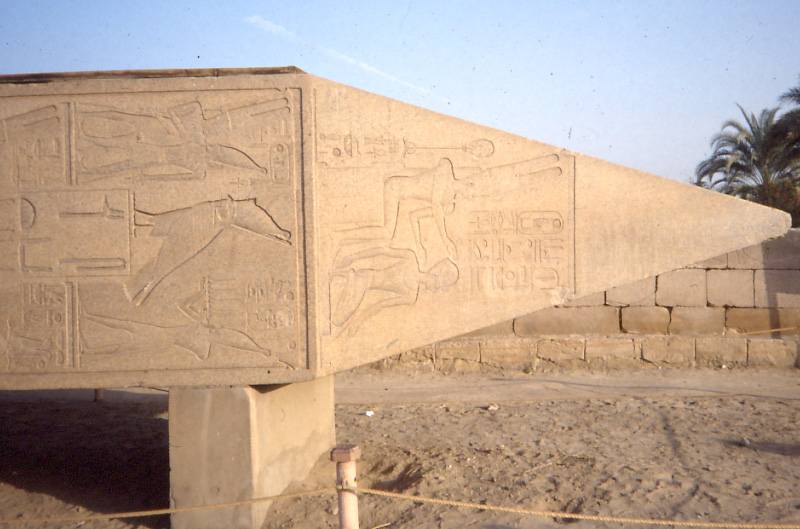
이집트 룩소르 카르나크 신전 단지에 있는 하트셉수트의 넘어진 오벨리스크 끝 부분
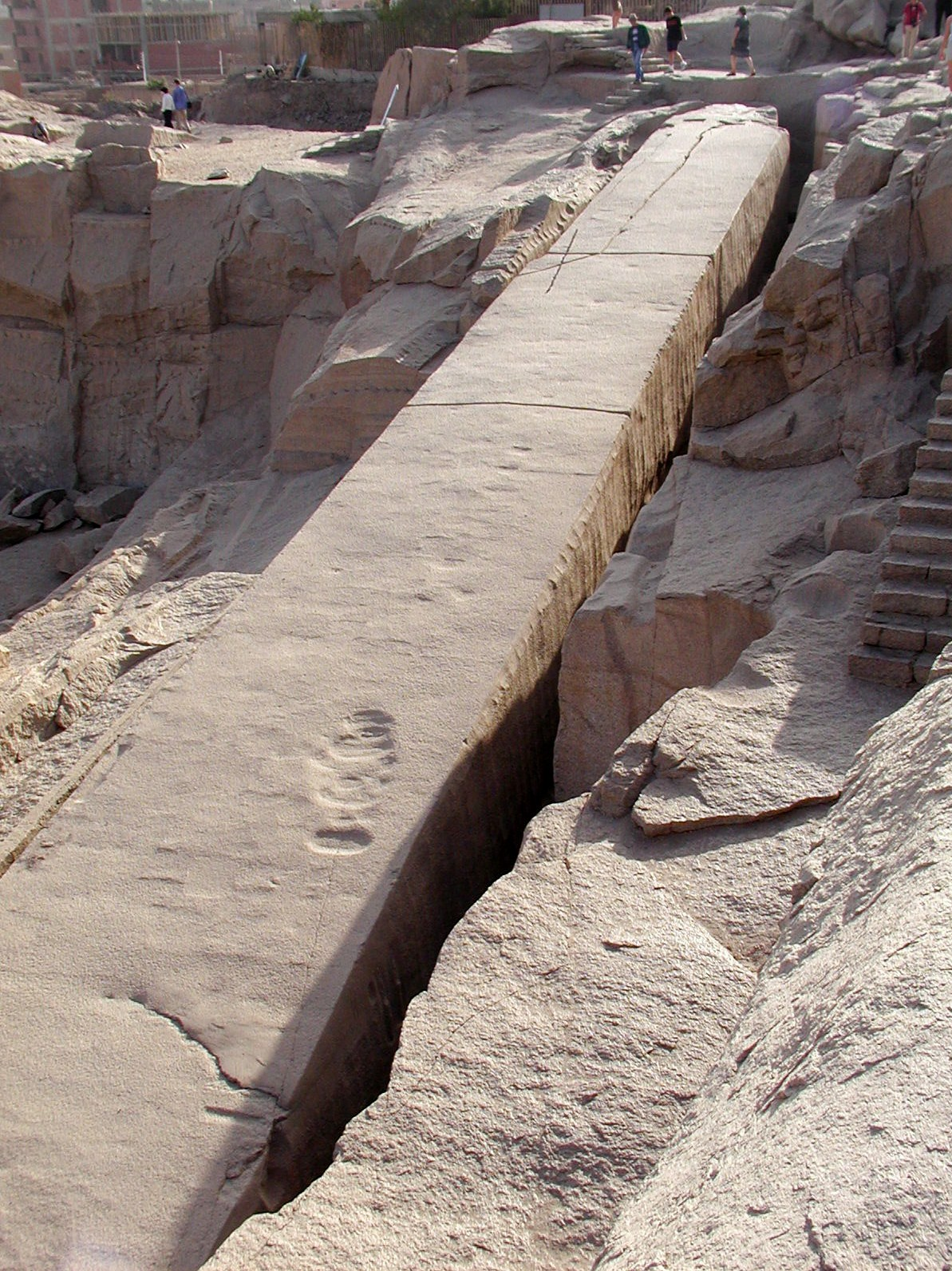
이집트 아스완의 미완성 오벨리스크

#### 누비아
이집트 제25왕조의 고대 누비아 왕들은 중부 나일 지역에 이집트화된 기념물을 건설하여 이집트에 대한 자신들의 통치를 정당화하려 했다. 역사적 자료에 따르면 피예 왕은 최소한 하나의 오벨리스크를 건설했다. 이 오벨리스크는 현지 흑화강암으로 만들어졌으며 카다콜(Kadakol) 유적지에서 발견되었다. 이 오벨리스크는 아마도 올드 동골라 지역의 초기 기독교 교회 중 하나를 위해 기둥으로 쓰이도록 잘려나갔던 것으로 보인다. 오늘날 이 오벨리스크는 하르툼 국립박물관에 전시되어 있다. 오벨리스크에는 왕의 공식 칭호가 새겨져 있다: 강한 황소, (테베에서) 위용을 드러내는 자, 상이집트와 하이집트의 왕, 두 여인의 지배자, 이집트의 통치자, 라의 아들, 피(앙키): 그가 그의 아버지 아멘-라, [그의] 군주를 위해 세운 기념물.
세나카마니스켄 왕의 오벨리스크는 1916년 하버드 대학교 미술관의 수단 원정대(expedition)에 의해 제벨 바르칼에서 발견되었다. 제벨 바르칼 유적지에는 악티사네스 왕의 카르투슈가 새겨진 또 다른 작은 오벨리스크의 잔해가 남아 있다.

#### 고대 로마의 고대 이집트 오벨리스크

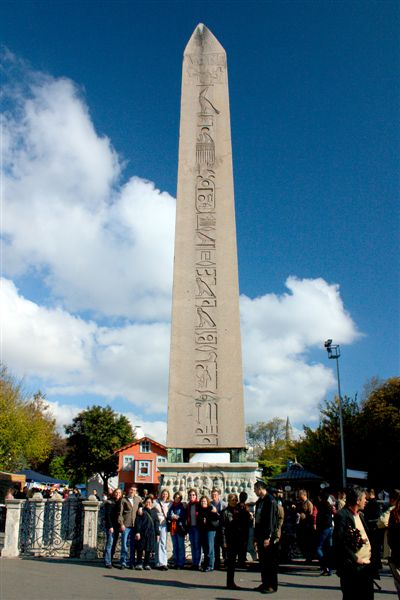
튀르키예 이스탄불의 투트모세 3세 오벨리스크 (오벨리스크 이름은 테오도시우스 오벨리스크지만, 비문은 투트모세 3세의 내용이 새겨져 있다)

기원전 30년경, 로마는 이집트를 장악하고 여러 이집트 신전 단지를 약탈했다. 한 사례에서는 카르나크 신전의 벽을 부수어 오벨리스크를 끌어내기도 했다. 현재 이집트에 남아있는 오벨리스크보다 로마에 의해 탈취되어 운반된 오벨리스크가 두 배 이상 많다. 대부분은 1,700년 전 로마 시대에 해체되어 여러 장소로 보내졌다.
가장 크고 가장 높은 현존하는 이집트 오벨리스크는 로마의 라테라노 대성전 서쪽 광장에 있는 라테라노 오벨리스크로, 높이 105.6 피트 (32.2 m)에 무게 455 미터톤 (502 쇼트톤)이다. 더 잘 알려진 것은 상징적인 높이 25 미터 (82 ft), 무게 331-미터톤 (365-쇼트톤)의 바티칸 오벨리스크로 성 베드로 광장에 있다. 기원후 37년에 칼리굴라 황제가 로마로 가져왔으며, 현재 위치와 네로의 키르쿠스 벽에 서서 성 베드로 대성당을 옆에 두고 있다.
노 플리니우스는 자신의 《박물지》에서 칼리굴라 황제의 명령으로 오벨리스크를 이집트에서 로마로 운반한 사건을 뛰어난 사건으로 언급한다. 그것을 운반한 바지선에는 네 남자의 팔로도 둘러쌀 수 없는 거대한 전나무 돛대가 있었다. 균형추로는 120부셸의 렌즈콩이 필요했다. 그 거대한 배는 목적을 달성한 후 더 이상 필요하지 않았다. 그리하여 돌과 시멘트로 채워져 오스티아의 새 항구 가장 앞쪽 부두의 기초를 형성하기 위해 침몰되었다.

교황 식스토 5세는 성 베드로 대성당 앞에 오벨리스크를 세우기로 결심했는데, 당시 대성당의 회중석은 아직 지어지지 않은 상태였다. 그는 선출된 지 몇 달 만에 실물 크기의 나무 모형을 세웠다. 대성당 건설의 자코모 델라 포르타의 조수였던 도메니코 폰타나는 교황에게 작은 나무 기중기 모형과 무거운 납으로 만든 작은 오벨리스크를 선물했고, 식스토 5세는 직접 손가락으로 작은 윈치를 돌려 그것을 들어 올릴 수 있었다. 폰타나가 이 프로젝트를 맡게 되었다. 수 세기 동안 잔해 속에 반쯤 묻혀 있던 오벨리스크는 처음에는 서 있는 상태에서 발굴되었고, 이후 1586년 4월 30일부터 5월 17일까지 롤러를 이용해 광장으로 옮겨졌다. 이 작업에는 거의 1000명의 인부, 140마리의 마차용 말, 47대의 크레인이 필요했다. 성 십자가 현양 축일인 9월 14일로 예정된 재건립은 많은 군중이 지켜보았다. 이는 폰타나의 명성을 드높인 유명한 공학적 위업으로, 폰타나는 이를 동판 식각으로 삽화가 삽입된 책 《바티칸 오벨리스크의 운반과 교황 식스토 5세의 공사(Della Trasportatione dell'Obelisco Vaticano et delle Fabriche di Nostro Signore Papa Sisto V)》(1590)에 상세히 기술했는데, 이 책 자체는 기술 정보 전달의 새로운 기준을 세웠고 그 세심한 정확성으로 인해 후속 건축 출판물에 영향을 미쳤다. 재건립되기 전 오벨리스크는 악마를 쫓아내는 의식을 거쳤다. 폰타나는 작업이 실패할 경우 도주하기 위해 역마 팀을 준비해 두었다고 한다. 카를로 마데르노가 대성당의 회중석을 건설할 때, 그는 오벨리스크와 정확히 일직선이 되도록 회중석 축에 아주 미세한 굴곡을 주어야 했다.

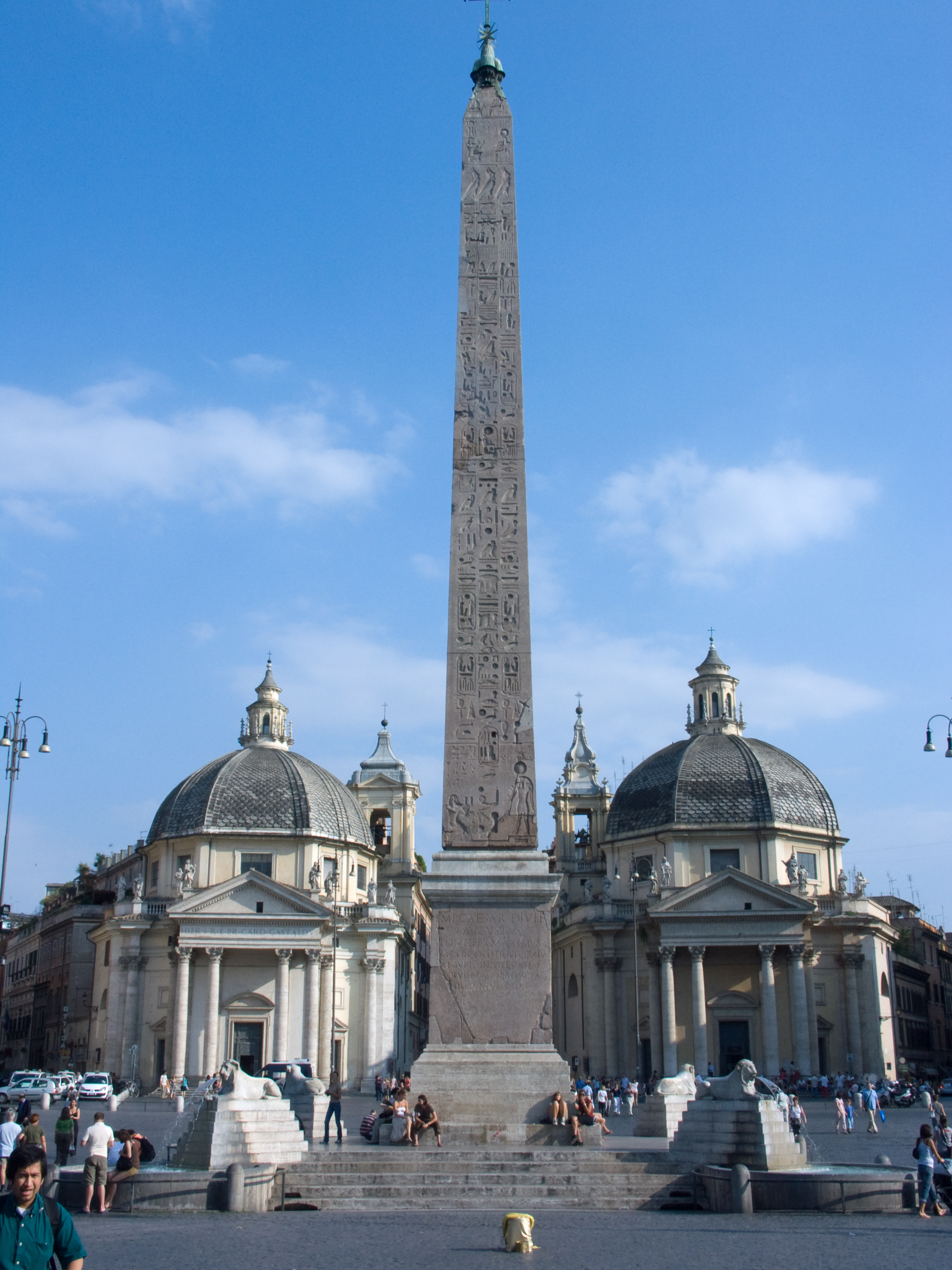
로마 포폴로 광장 중앙에 서 있는 람세스 2세의 헬리오폴리스 출신 플라미니오 오벨리스크.

식스토 5세 시대에 로마에는 세 개의 오벨리스크가 추가로 세워졌다: 1587년 산타마리아 마조레 대성전에, 1588년 라테라노 대성당에, 그리고 1589년 포폴로 광장에. 트리니타 데이 몬티 성당 앞, 스페인 계단 꼭대기에도 오벨리스크가 서 있다. 로마의 다른 주목할 만한 이집트 오벨리스크로는 민네르바 광장에 코끼리 등에 실린 채 조각된 오벨리스크, 몬테치토리오 광장, 판테온, 디오클레티아누스 욕장, 그리고 빌라 첼리몬타나에 있는 것들이 있다. 로마는 오벨리스크 중 하나인 보볼리 오벨리스크를 잃었는데, 이 오벨리스크는 이시스 신전을 장식했던 것으로 16세기에 발견되었다. 메디치가는 이 오벨리스크를 빌라 메디치에 가져왔지만, 1790년에는 피렌체 피티궁에 딸린 보볼리 정원으로 옮기고 그 자리에 복제품을 남겼다.
로마 제국의 모든 이집트 오벨리스크가 로마에 세워진 것은 아니었다. 헤로데 1세는 로마의 후원자들을 모방하여 북부 유대에 있는 자신의 새 도시 카에사레아 마리티마의 히포드롬에 이집트 붉은 화강암으로 만든 오벨리스크인 카에사레아 오벨리스크를 세웠다. 이 오벨리스크는 약 40 피트 (12 m) 높이에 무게는 약 100 미터톤 (110 쇼트톤)이다. 이는 고고학자들에 의해 발굴되어 원래의 위치에 다시 세워졌다.
기원후 357년, 콘스탄티우스 2세 황제는 즉위 20주년을 기념하기 위해 카르나크 신전 오벨리스크 두 개를 제거하여 나일강을 통해 알렉산드리아로 운반했다. 그 후, 하나는 로마로 보내져 키르쿠스 막시무스의 스피나에 세워졌으며, 오늘날 라테라노 오벨리스크로 알려져 있다. 다른 하나인 테오도시우스 오벨리스크는 기원후 390년까지 알렉산드리아에 남아 있었는데, 테오도시우스 1세 황제가 이를 콘스탄티노플(현재 이스탄불)로 운반하여 술탄아흐메트 광장의 히포드롬의 스피나에 세웠다. 한때 높이 95 피트 (29 m)에 무게 380 미터톤 (420 쇼트톤)였으나, 현재는 하단 부분이 유실되어 오벨리스크의 크기가 65 피트 (20 m)로 줄었다.

#### 현대 도시의 고대 이집트 오벨리스크

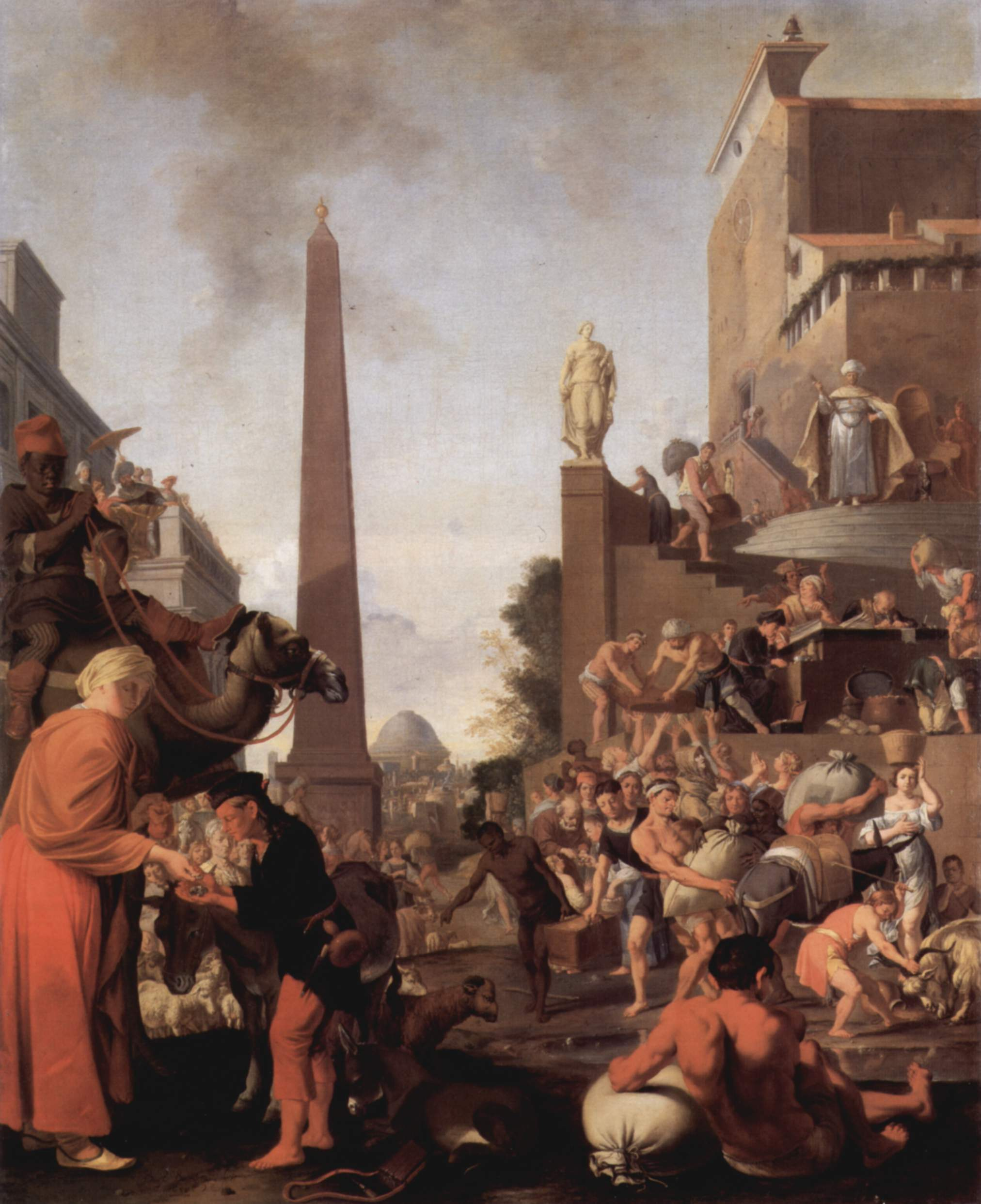
네덜란드 황금시대 화가 바르톨로메위스 브렌베르흐는 1655년 작 <요셉, 곡물을 팔다>의 배경에 오벨리스크를 배치했다.

고대 로마인들은 도시에 8개의 큰 오벨리스크와 42개의 작은 이집트 오벨리스크를 세웠다. 더 많은 오벨리스크들이 다른 곳에 다시 세워졌는데, 로마 외곽에서 가장 잘 알려진 예로는 21-미터 (69 ft) 높이, 187-미터톤 (206-쇼트톤) 무게의 클레오파트라의 바늘 한 쌍이 영국 런던(21 미터 or 69 피트)과 미국 뉴욕(21 미터 or 70 피트)에 있으며, 프랑스 파리의 콩코르드 광장에 있는 23-미터 (75 ft) 높이, 250-미터톤 (280-쇼트톤)톤 이상의 룩소르 오벨리스크가 있다.
오벨리스크는 19세기 후반에도 이집트에서 런던, 뉴욕, 파리로 세 개가 선적되었다. 이 운송 과정은 여러 신문에 보도되었다.

### 아시리아
오벨리스크 기념물은 아시리아 문명에서도 발견되며, 아시리아 왕의 업적을 기념하는 공공 기념물로 세워졌다.
대영박물관은 네 개의 아시리아 오벨리스크를 소장하고 있다.
아슈르-나시르-팔 1세의 흰색 오벨리스크(색상 때문에 붙여진 이름)는 1853년 호르무즈드 라삼에 의해 니네베에서 발견되었다. 이 오벨리스크는 아슈르-나시르-팔 1세(기원전 1050-1031년) 또는 아슈르나시르팔 2세(기원전 883-859년)에 의해 세워졌다. 오벨리스크에는 왕이 물품, 사람, 가축을 약탈하여 아슈르 도시로 가져왔다는 내용의 비문이 새겨져 있다. 오벨리스크의 부조는 군사 작전, 사냥, 승리 연회, 그리고 조공을 바치는 장면들을 묘사한다.
발견자인 호르무즈드 라삼의 이름을 딴 라삼 오벨리스크는 님루드(고대 칼후)의 요새에서 발견되었다. 이 오벨리스크는 아슈르나시르팔 2세에 의해 세워졌으나, 현재는 파편으로만 남아 있다. 남아있는 부조에는 시리아와 서방에서 왕에게 조공을 바치는 장면들이 묘사되어 있다.
검은 오벨리스크는 1846년 오스틴 헨리 레이어드 경에 의해 칼후의 요새에서 발견되었다. 이 오벨리스크는 샬마네세르 3세가 세웠으며, 부조는 조공을 바치는 장면뿐만 아니라 두 명의 진압된 통치자, 즉 이스라엘의 예후와 길자누의 수아가 왕에게 복종하는 제스처를 취하는 모습을 묘사하고 있다. 오벨리스크의 부조에는 비문이 함께 새겨져 있으며, 이 외에도 오벨리스크에는 샬마네세르 3세의 연대기 중 가장 최신 버전 중 하나를 기록한 더 긴 비문이 있는데, 이는 그의 즉위년부터 재위 33년까지의 기간을 다루고 있다.
라삼이 니네베에서 발견한 부서진 오벨리스크. 이 단일체의 상단 부분만이 대영박물관에서 복원되었다. 이 오벨리스크는 아시리아에서 기록된 가장 오래된 오벨리스크로, 기원전 11세기로 거슬러 올라간다.

### 고대 로마
로마인들은 고대 이집트 양식으로 오벨리스크를 주문 제작했다. 그 예시는 다음과 같다.
- 아를, 프랑스 – 아를 오벨리스크, 공화국 광장에 위치한 4세기 고대 로마 오벨리스크.
- 베네벤토, 이탈리아 – 도미티아누스 오벨리스크[28][29]
- 뮌헨, 독일 – 티투스 섹스티우스 아프리카누스의 오벨리스크, 국립 이집트 예술 박물관에 있으며, 기원후 1세기, 5.8 미터 (19 ft) 높이.
- 로마 – 다섯 개가 있으며, 로마의 오벨리스크 목록을 참조.

### 비잔틴

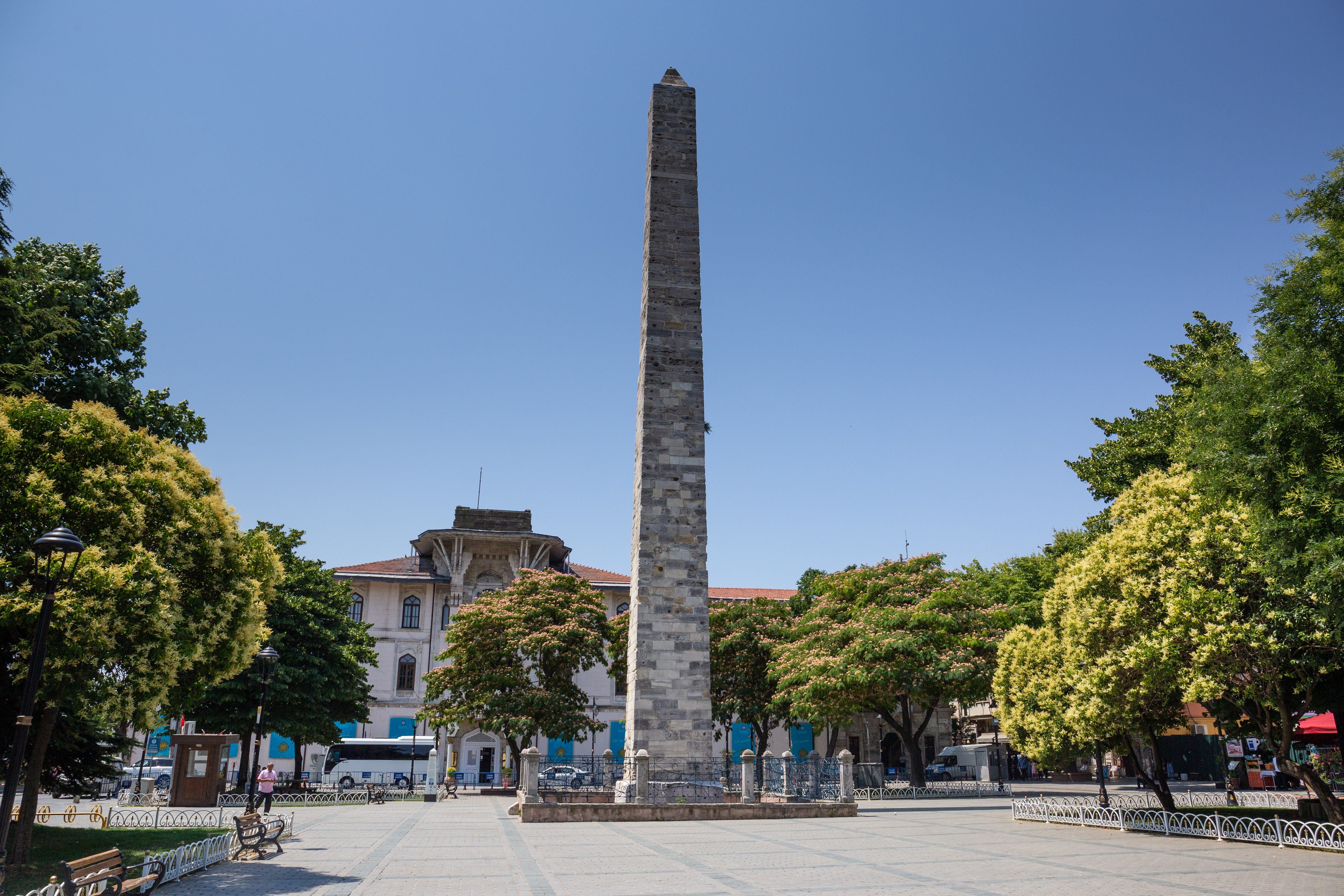
튀르키예 이스탄불의 콘스탄틴 오벨리스크

- 이스탄불, 튀르키예 – 콘스탄틴 오벨리스크, 술탄아흐메트 광장에 있으며, 콘스탄티노스 7세 포르피로게니투스(905-959)가 건축했으며 원래는 금박을 입힌 청동 판으로 덮여 있었다.

### 콜럼버스 이전 시대
1919년 페루의 차빈 데 우안타르에서 발견된 선사 시대의 텔로 오벨리스크는 오벨리스크와 비슷한 비율을 가진 단일체 석비이다. 높이 2.52미터로, 이빨 띠와 동물의 머리 등 차빈 문화 상징이 낮은 부조로 조각되어 있다. 오랫동안 리마의 페루 국립고고학인류학역사박물관에 소장되어 있다가 2008년 7월 개관한 차빈 국립박물관으로 이전되었다. 이 오벨리스크는 이를 발견하고 '페루 고고학의 아버지'로 여겨진 고고학자 훌리오 C. 텔로의 이름을 따서 명명되었다. 그는 아메리카 최초의 아메리카 원주민 고고학자였다.

## 현대 오벨리스크

### 기념비로서
이집트 오벨리스크는 과거의 영광을 상기시키고 국가 권력의 상징으로 여전히 매혹의 대상이다. 대부분의 현대 오벨리스크는 조적조 또는 콘크리트로 만들어져 이집트 counterparts처럼 단일체가 아니며, 종종 과도하게 크다. 19세기와 20세기 사례로는 스톡홀름의 슬로츠바켄 오벨리스크(1800), 헬싱키의 황후의 돌(1835), 더블린의 웰링턴 기념탑(1861), 워싱턴 D.C.의 워싱턴 기념탑(1884), 부에노스아이레스의 부에노스아이레스 오벨리스크(1936), 베이징시 톈안먼 광장의 인민영웅기념비(1958), 자카르타의 모나스(1975) 등이 있다. 그러나 소수는 고대 단일체 오벨리스크의 전통을 이어가고 있다.

현대 오벨리스크
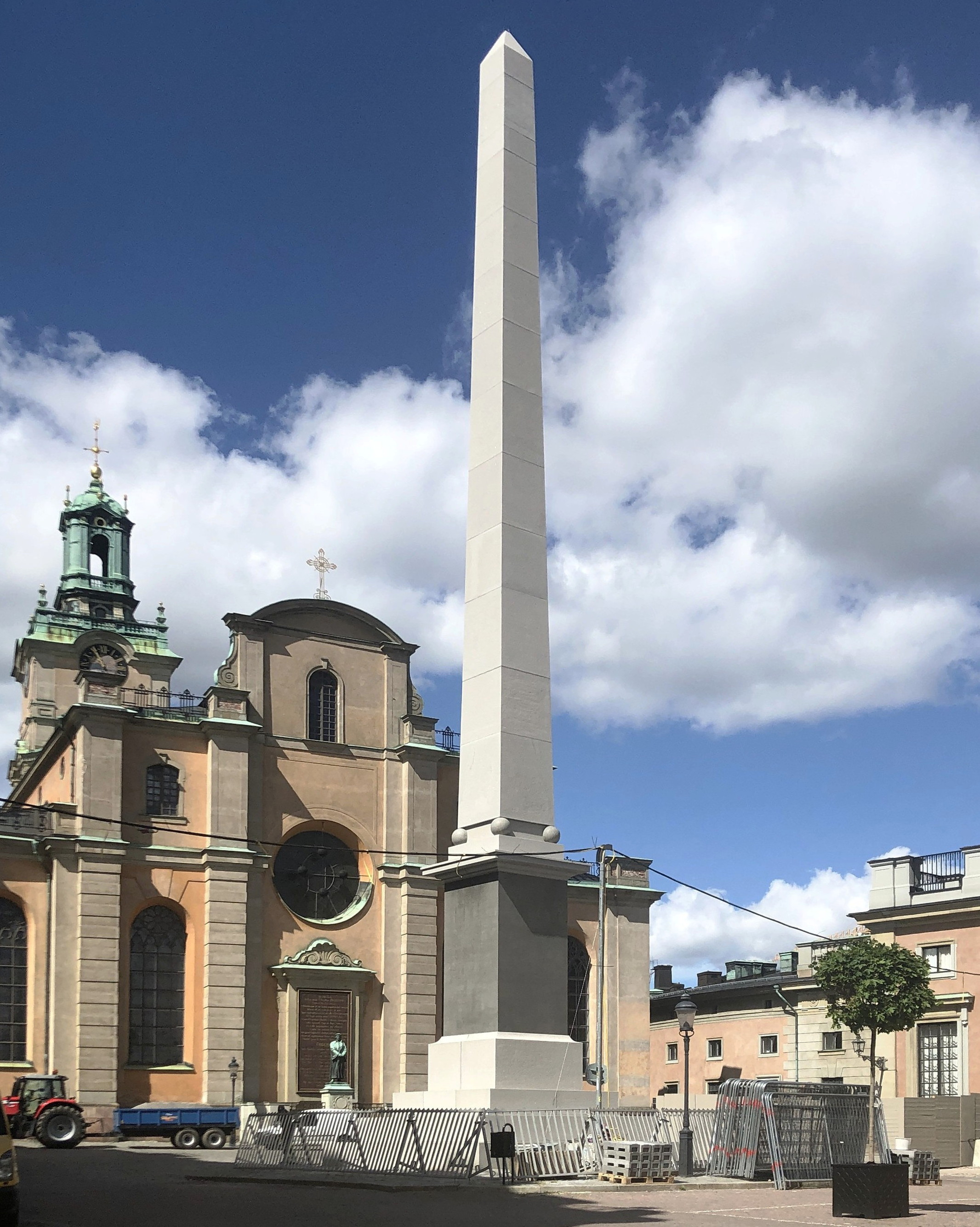
스톡홀름 오벨리스크는 1800년에 1788-1790년 러시아-스웨덴 전쟁 동안 스톡홀름 시민들의 봉사와 헌신을 기념하기 위해 세워졌다.
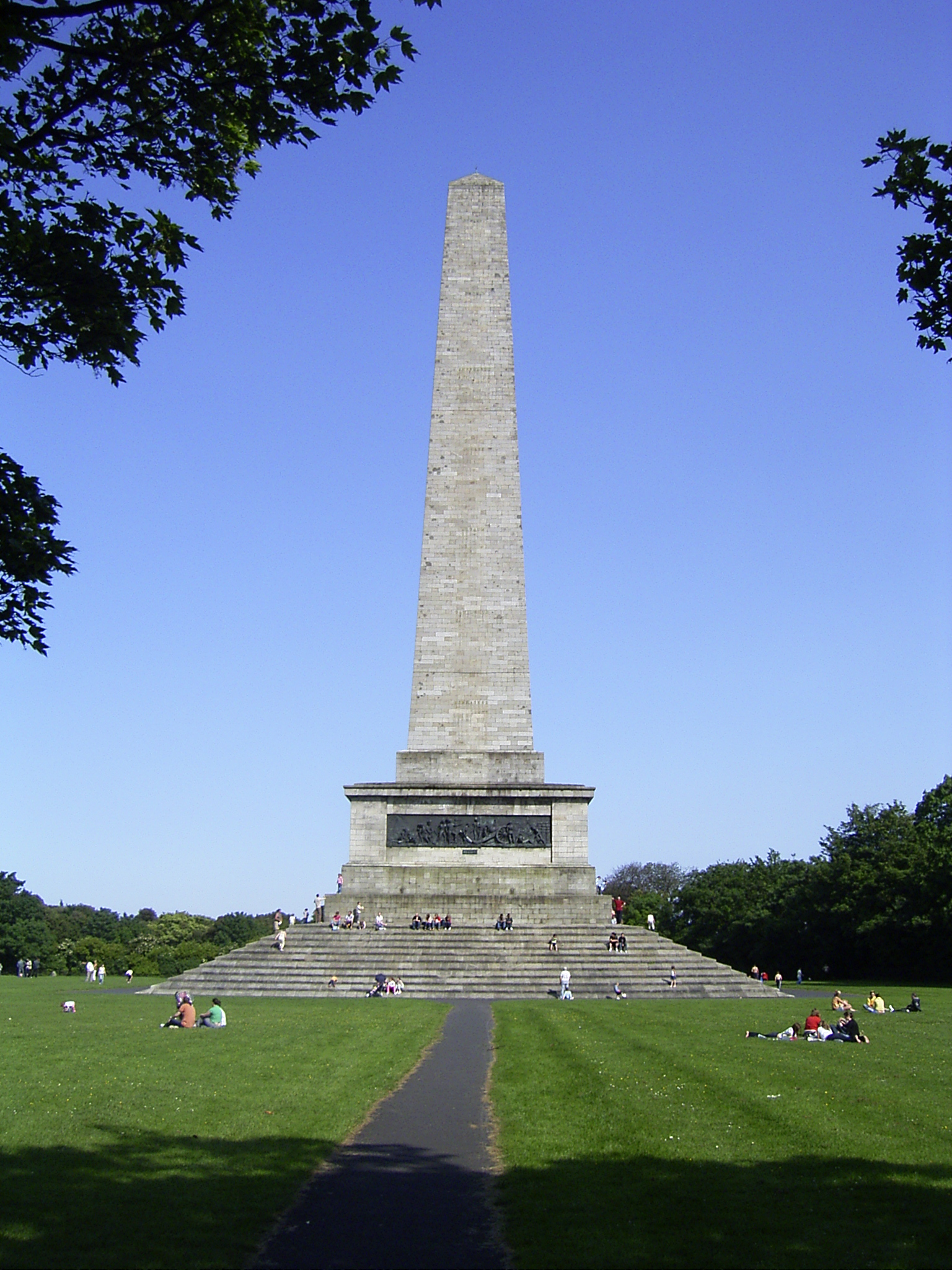
더블린, 아일랜드의 웰링턴 기념탑은 제1대 웰링턴 공작 아서 웰즐리의 승리를 기념하기 위해 1817년부터 1861년 사이에 건축되었다.
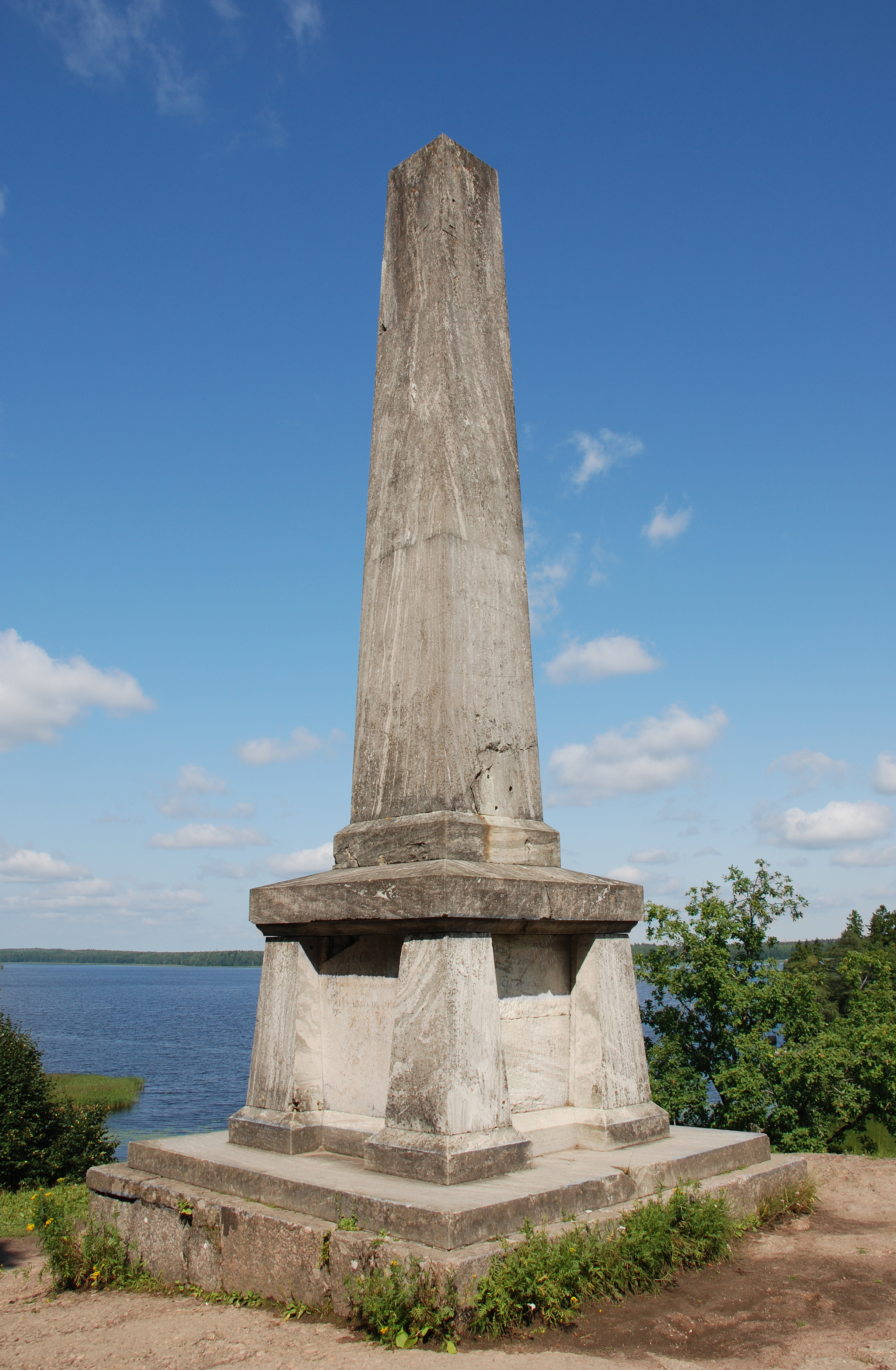
러시아 비보르크의 몽르포 공원에 있는 브로글리 형제 오벨리스크. 1827년에 세워졌다.
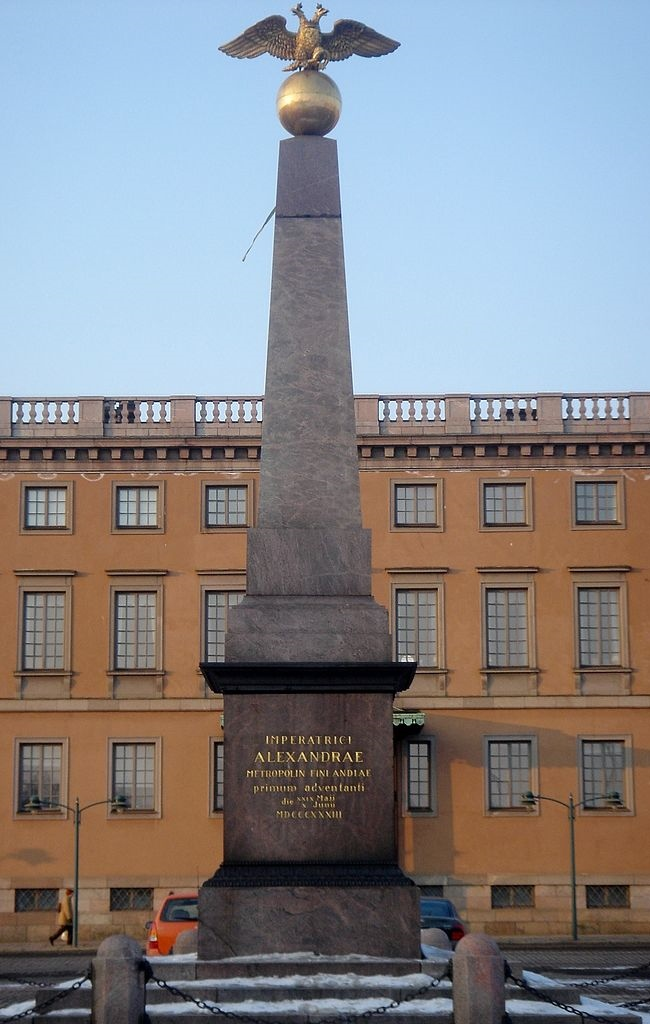
칼 루드비히 엥겔이 디자인한 황후의 돌. 1835년에 알렉산드라 표도로브나 황후를 기념하여 헬싱키 마켓 광장에 세워졌다.
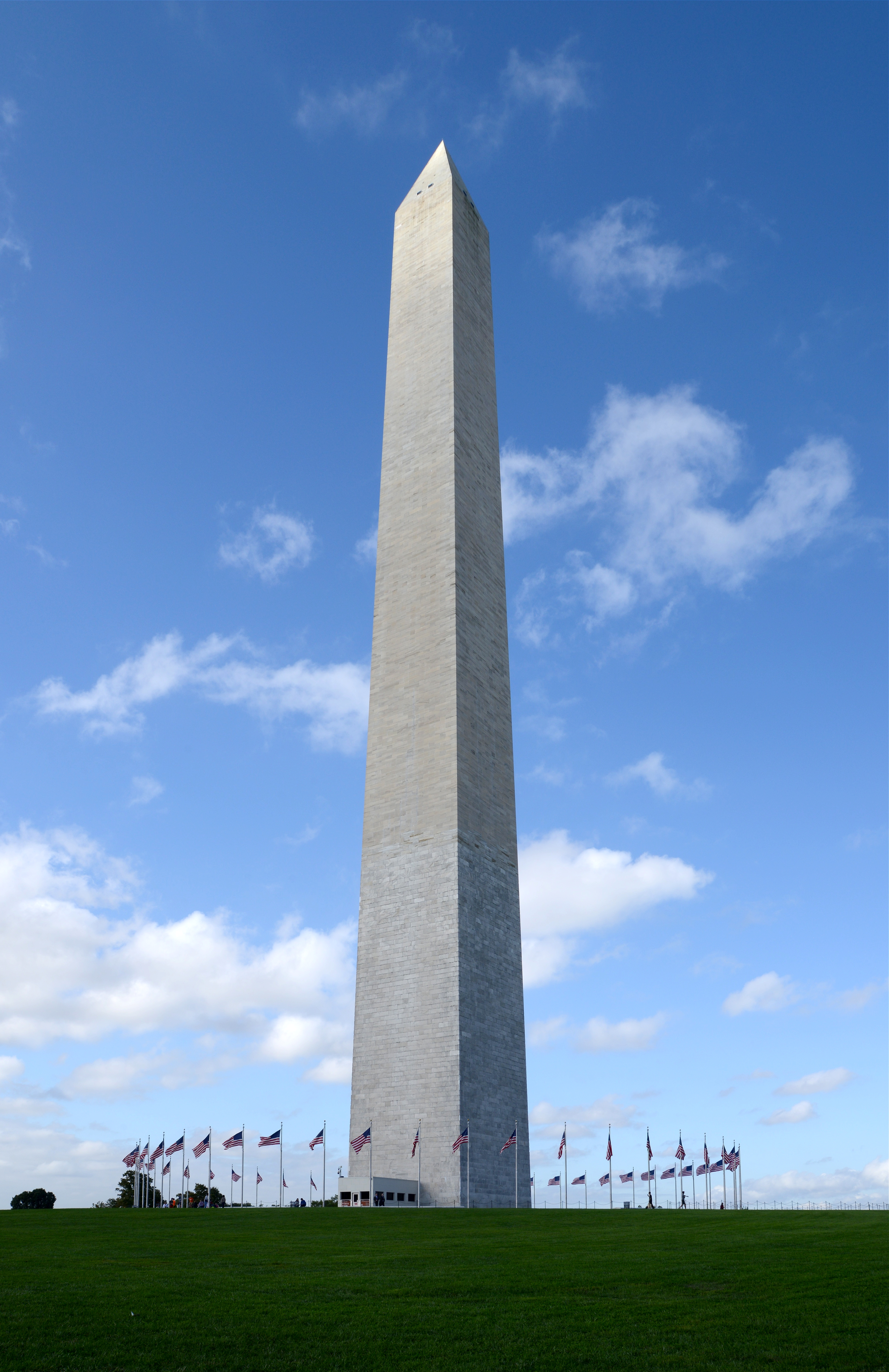
미국 워싱턴 D.C.의 워싱턴 기념탑. 조지 워싱턴을 기념하기 위해 1848년부터 1884년 사이에 건설되었다.
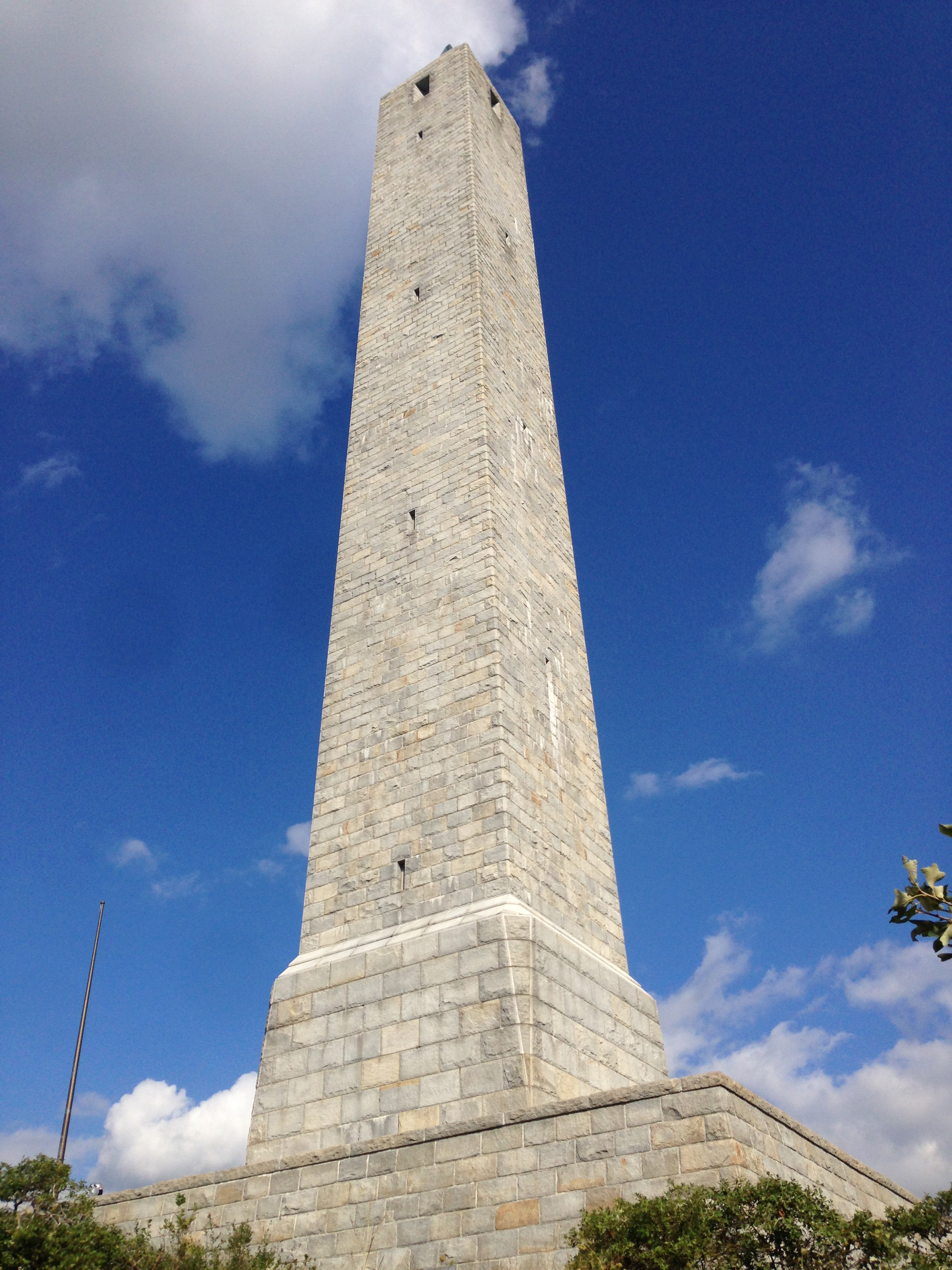
미국 뉴저지주의 하이 포인트 기념탑. 전쟁기념물로 1930년에 건축되었다.
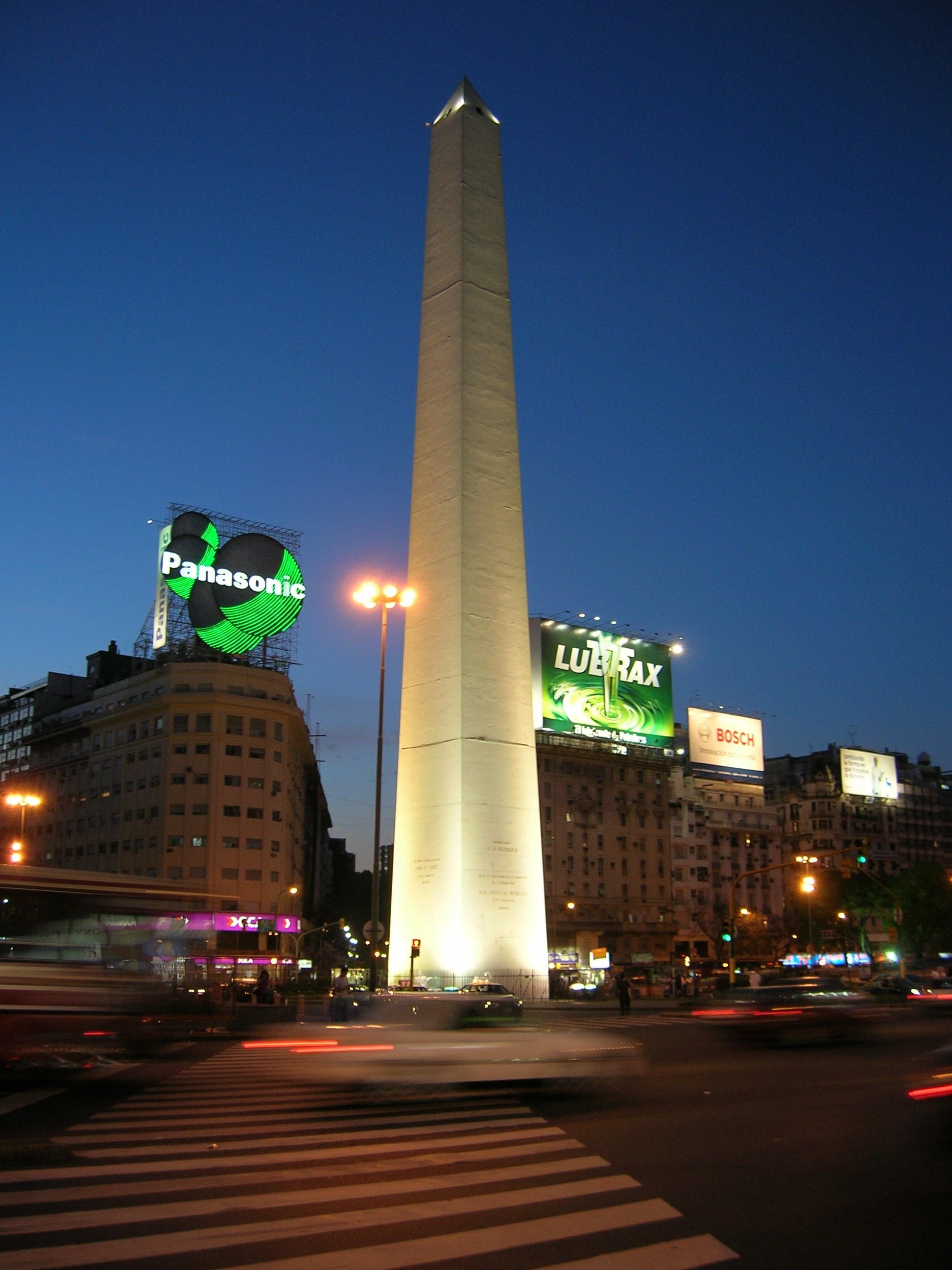
아르헨티나 부에노스아이레스의 부에노스아이레스 오벨리스크. 도시 창립 400주년을 기념하여 1936년에 세워졌다.
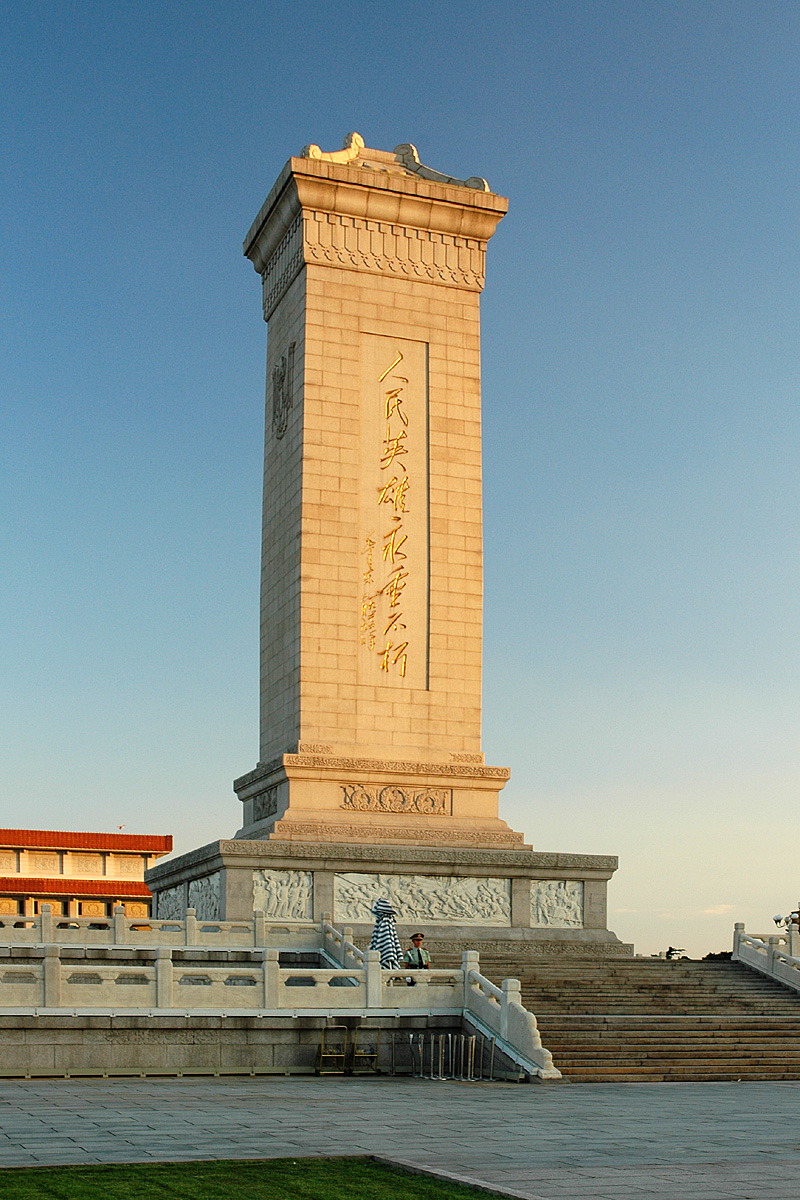
중국 베이징시 톈안먼 광장의 인민영웅기념비. 19세기와 20세기의 혁명 투쟁 순교자들을 기념하기 위해 1952년부터 1958년 사이에 건설되었다.
인도네시아 자카르타의 모나스. 인도네시아 독립 투쟁을 기념하기 위해 1961년부터 1975년 사이에 건설되었다.인도네시아 자카르타의 모나스. 인도네시아 독립 투쟁을 기념하기 위해 1961년부터 1975년 사이에 건설되었다.
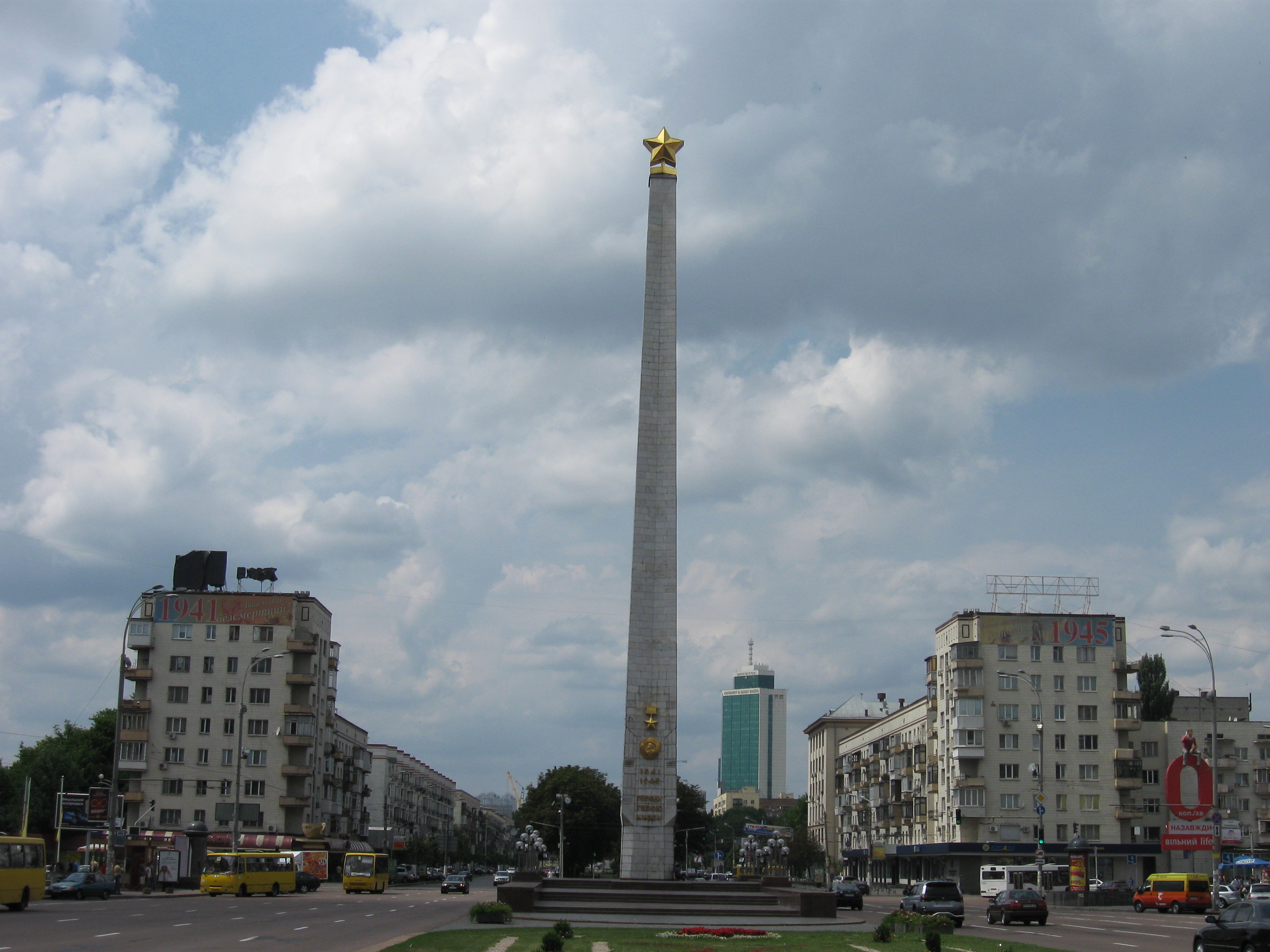
우크라이나 키이우의 영웅 도시 기념탑. 1982년에 제2차 세계대전 전사자들을 기리기 위해 설치되었다.
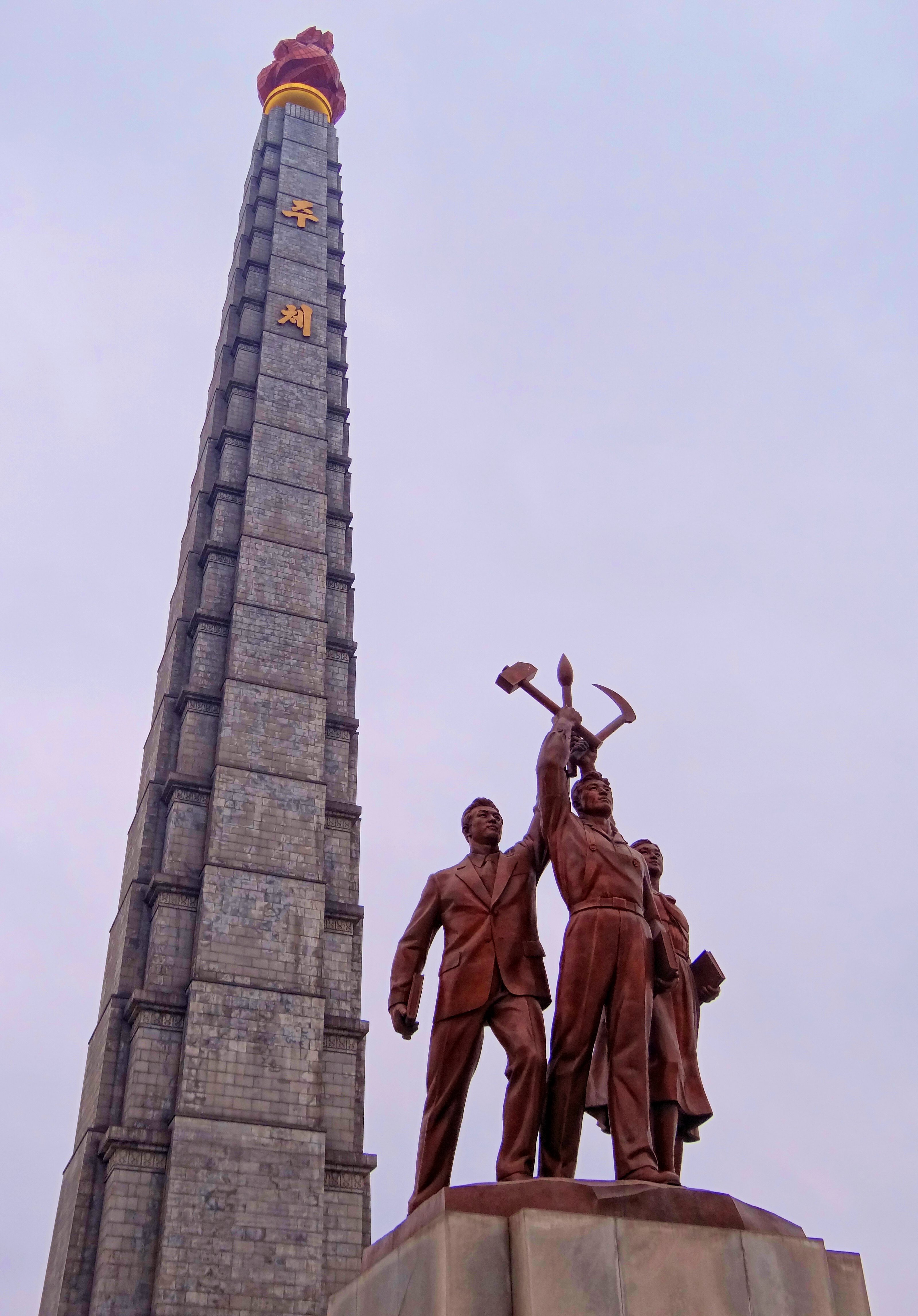
북한 평양시의 주체사상탑. 김일성 70세 생신과 주체사상을 기념하여 1982년에 완공되었다.

### 기타 용도
로마의 비아 델라 콘칠리아치오네는 1936-1950년에 성 베드로 대성당과 수도 중심부를 연결하기 위해 정비되었는데, 이곳에는 가로등 역할을 하는 오벨리스크들이 늘어서 있다.
프랑스와 다른 유럽 국가들에서는 비석이나 묘비와 같은 죽은 자들을 위한 기념비가 종종 오벨리스크 형태로 제작되었으나, 그 크기는 훨씬 작다. 이러한 관행은 이슬람 세계에서도 여전히 널리 퍼져 있다.
현대 오벨리스크는 측량에서 지계표로도 사용되었다.

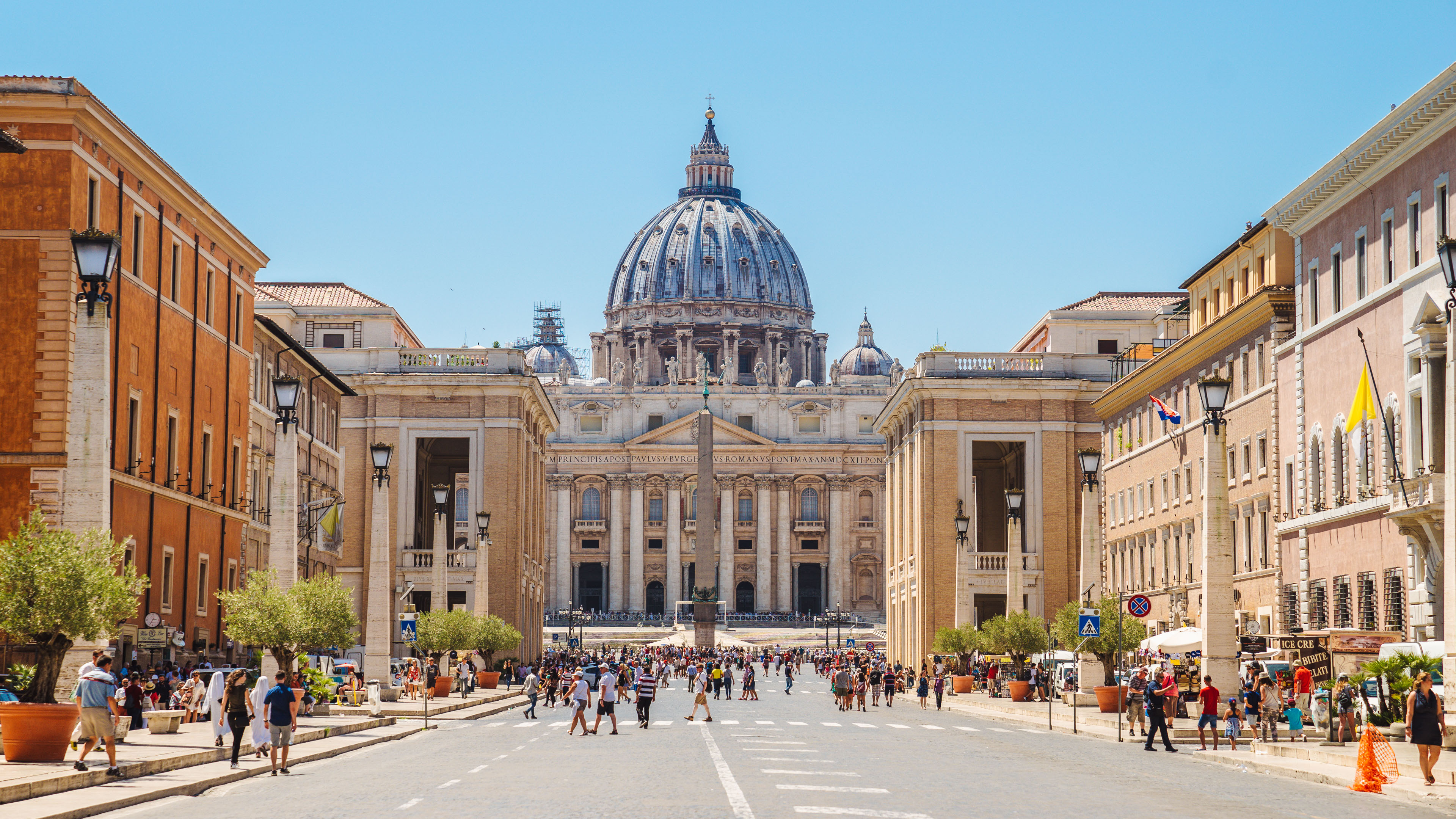
이탈리아 로마의 비아 델라 콘칠리아치오네에서 바라본 모습
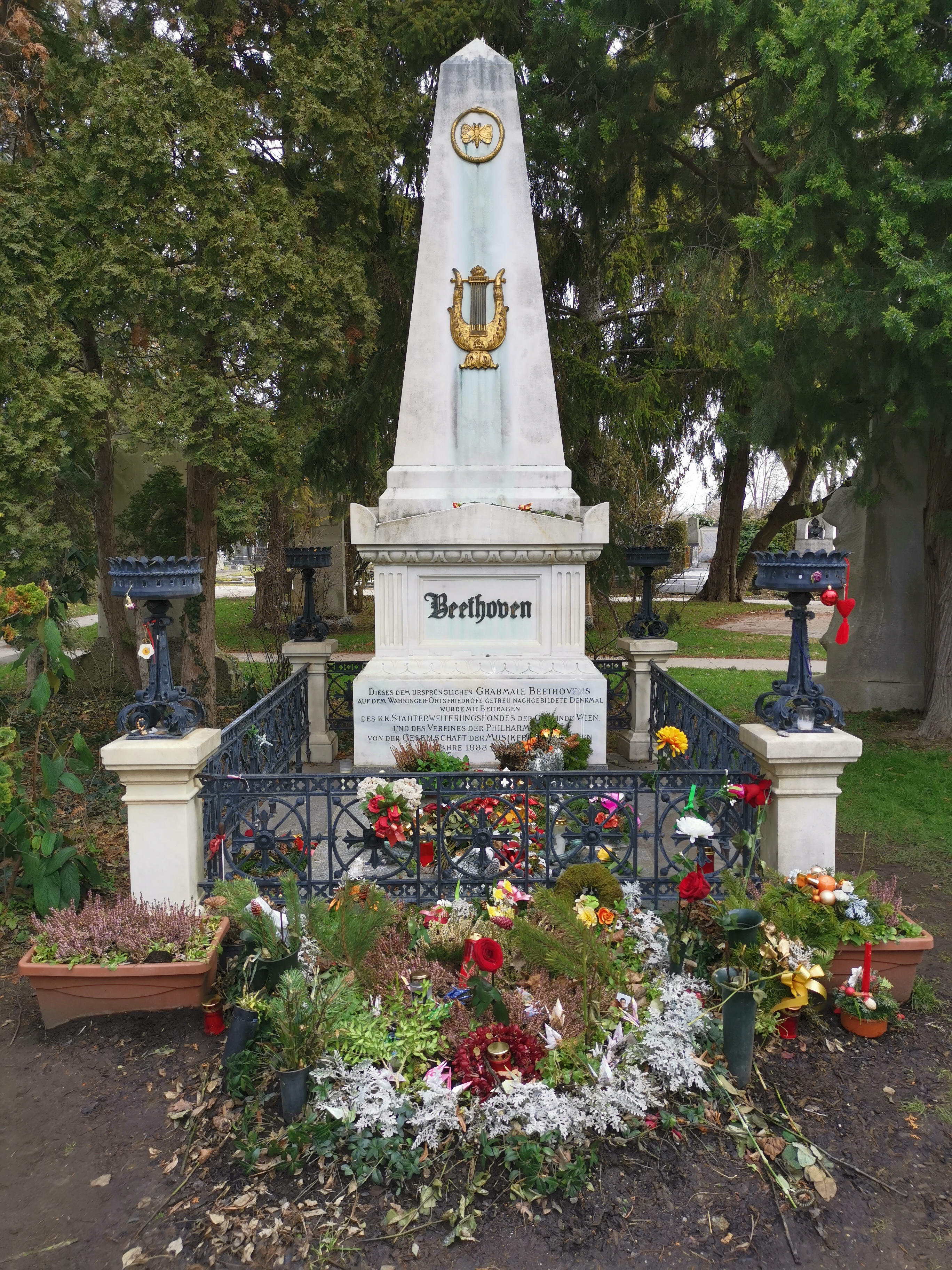
오스트리아 빈 중앙묘지에 있는 루트비히 판 베토벤(1770–1827)의 묘
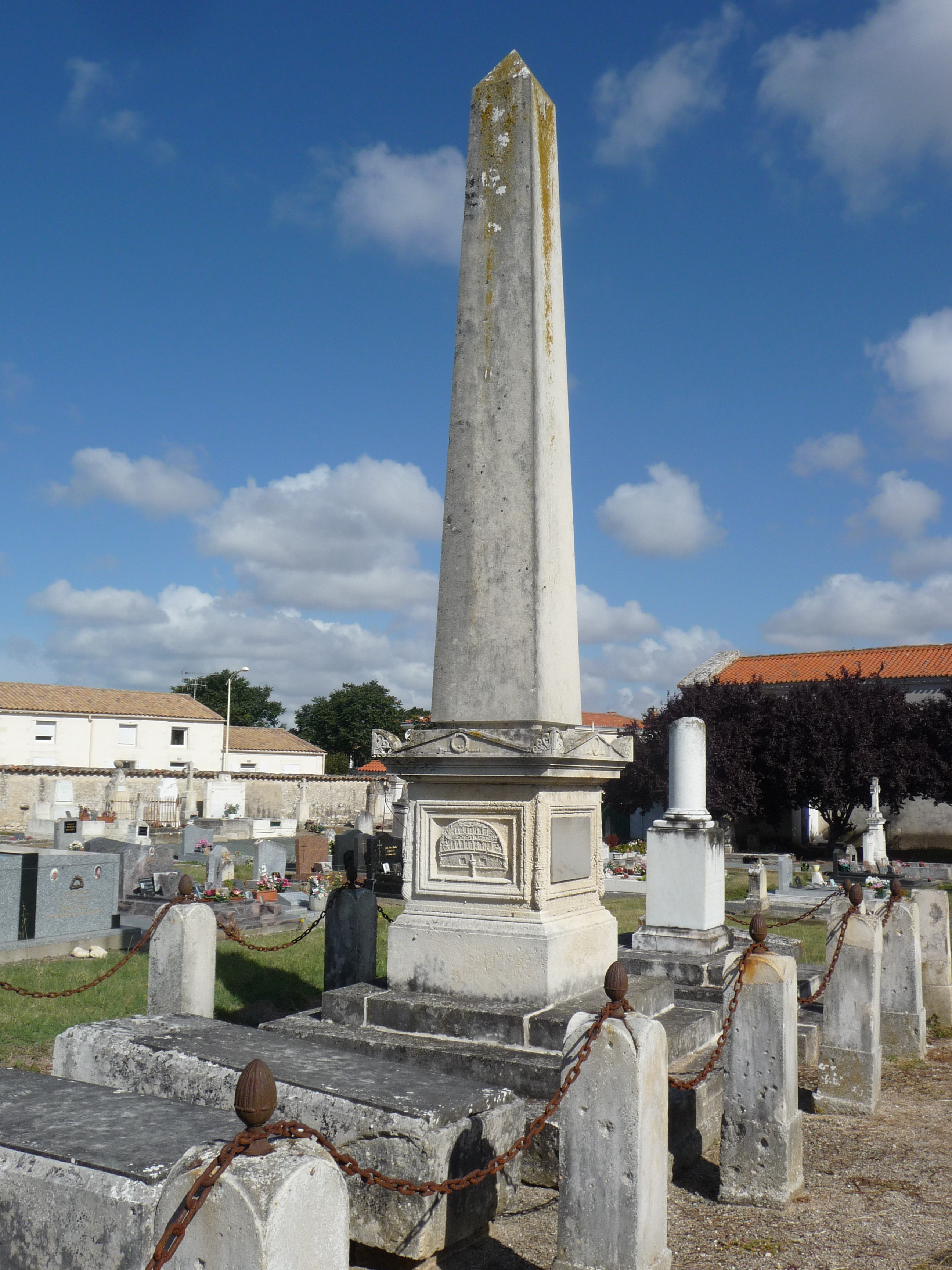
프랑스 이브 묘지에 있는 장-바티스트 위베르(1781–1845)의 묘
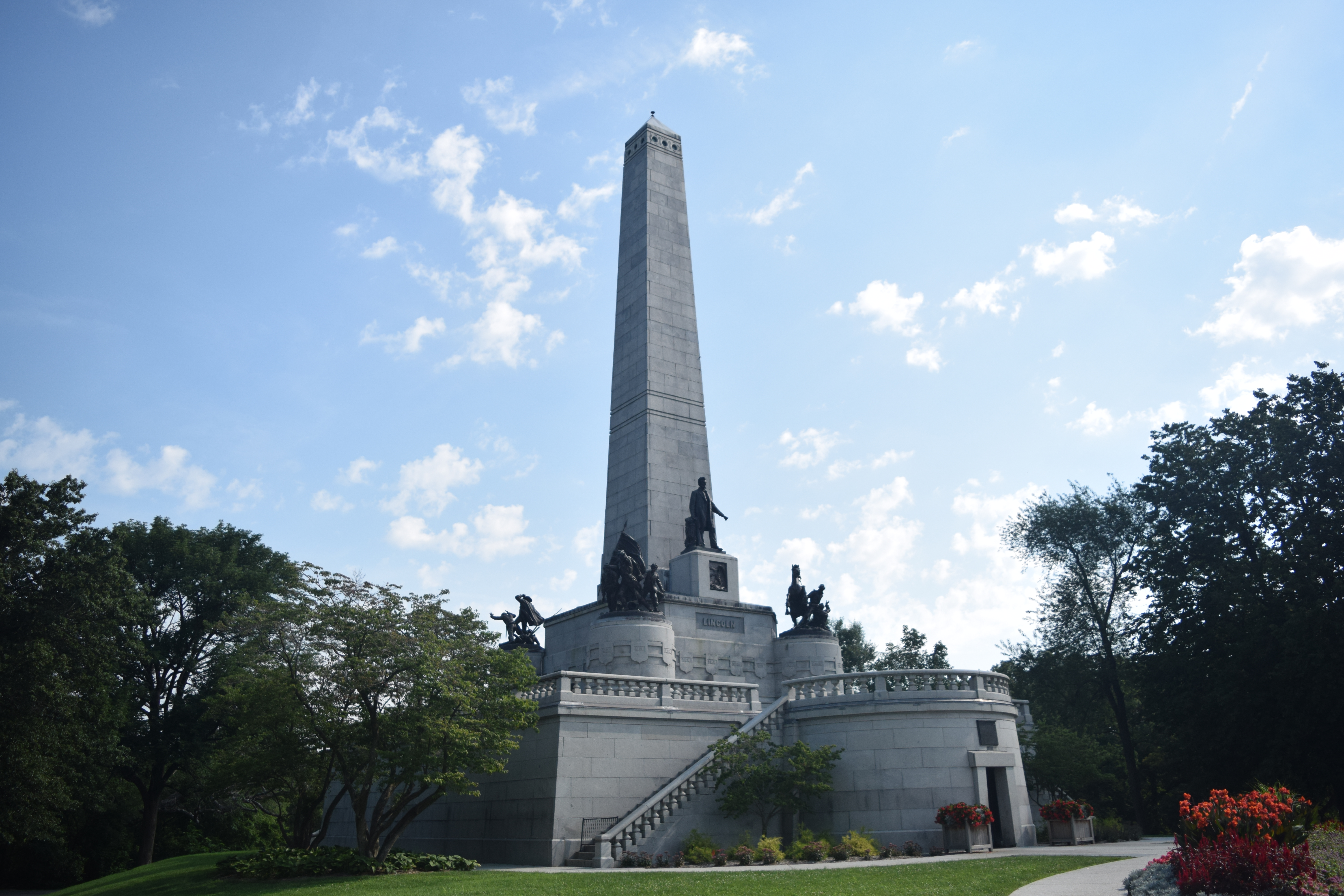
미국 스프링필드 (일리노이주) 오크리지 묘지에 있는 에이브러햄 링컨의 묘

### 운송 및 건립 실험
1999년 늦여름, 로저 홉킨스와 마크 레너는 노바 제작진과 함께 25톤 오벨리스크를 세우는 실험에 참여했다. 이것은 25톤 오벨리스크를 세우는 세 번째 시도였는데, 이전 두 번(1994년과 1999년)은 실패로 끝났다. 2톤 오벨리스크와 9톤 오벨리스크를 세우는 두 번의 성공적인 시도도 있었다. 마침내 1999년 8월에서 9월 사이, 그들의 경험을 통해 배우면서 성공적으로 오벨리스크를 세울 수 있었다. 먼저 홉킨스와 라이스 압델 알림은 약 25톤 무게의 돌 블록을 견인하는 실험을 조직했다. 그들은 땅에 나무 레일을 박고 그 위에 약 25톤 무게의 거석을 실은 썰매를 놓아 길을 만들었다. 처음에는 100명 이상의 사람들이 견인하려고 했지만 움직이지 않았다. 마침내 130명 이상의 사람들이 동시에 끌고 추가로 10여 명이 지렛대를 사용하여 썰매를 앞으로 밀어내면서 움직였다. 하루 동안 작업자들은 3~6미터(10~20피트)를 견인했다. 로프가 끊어지는 문제에도 불구하고, 그들은 이런 식으로 기념물을 옮길 수 있음을 증명했다. 고대 기술로 거석을 견인하는 추가 실험이 이집트와 다른 지역에서 수행되었으며, 그 중 일부는 여기에 나열되어 있다.
한 실험은 작은 오벨리스크를 나일강의 바지선으로 운반하는 것이었다. 이 바지선은 고대 이집트의 설계도를 바탕으로 제작되었다. 오벨리스크를 실을 수 있도록 매우 넓어야 했으며, 길이 대 너비 비율이 2:1이었고, 오벨리스크 길이의 최소 두 배였다. 오벨리스크는 약 3.0 미터 (10 ft) 길이였고 무게는 5 미터톤 (5.5 쇼트톤) 이하였다. 가장 큰 이집트 오벨리스크를 이 비율로 운반할 수 있는 바지선은 거의 61-미터-long (200 ft) 길이와 30-미터-wide (100 ft) 너비였을 것이다. 작업자들은 바지선으로 견인하면서 강에서 떨어져 당길 수 있도록 안내선에 감긴 밧줄을 사용했다. 바지선은 나일강에 성공적으로 진수되었다.
최종적으로 성공한 건립 행사는 릭 브라운, 홉킨스, 레너, 그렉 멀렌이 매사추세츠 채석장에서 조직했다. 준비 작업은 현대 기술로 이루어졌지만, 충분한 시간과 인력이 있다면 고대 기술로도 가능했음이 실험으로 입증되었다. 먼저, 오벨리스크는 자갈과 돌로 된 경사로에 놓여 있었다. 중앙의 구덩이는 마른 모래로 채워져 있었다. 이전 실험에서는 젖은 모래가 잘 흐르지 않는다는 것을 보여주었다. 경사로는 돌벽으로 고정되었다. 인부들은 구덩이의 모래를 서서히 제거하면서 오벨리스크를 들어 올렸고, 세 팀의 인부들은 밧줄을 당겨 구덩이로 내려오는 오벨리스크의 움직임을 제어했다. 뒷벽은 오벨리스크가 제자리에 놓이도록 안내하는 역할을 했다. 오벨리스크는 미끄러지는 것을 막아줄 회전 홈에 걸려야 했다. 너무 멀리 가지 않도록 제동 밧줄을 사용했다. 이러한 회전 홈은 고대 받침대에서도 발견되었다. 중력이 대부분의 작업을 수행했지만, 마지막 15°는 오벨리스크를 앞으로 당겨야만 완료할 수 있었다. 앞으로 넘어지지 않도록 다시 제동 밧줄을 사용했다. 9월 12일, 그들은 프로젝트를 완료했다.
이 실험은 룩소르 등지에서 오벨리스크가 어떻게 건립되었는지를 설명하는 데 활용되었다. 이는 약 3,000년 된 파피루스 두루마리에 한 서기관이 다른 서기관에게 "주군을 위한 기념비를 세우라"고 놀리는 내용과도 일맥상통하는 것으로 보인다. 이 두루마리에는 "주군의 기념물 아래 모래로 채워졌던 공간을 비우라"고 쓰여 있다. 이 방식으로 룩소르의 오벨리스크를 세우려면 경사로와 오벨리스크를 내리는 데 사용된 플랫폼 모두에 백만 세제곱미터 이상의 돌, 진흙 벽돌, 모래가 필요했을 것이다. 고대 시대에 성공적으로 건립된 가장 큰 오벨리스크는 무게가 455 미터톤 (502 쇼트톤)였다. 악숨에서는 520-미터톤 (570-쇼트톤) 석비가 발견되었지만, 연구자들은 건립 시도 중에 파손된 것으로 보고 있다.

## 같이 보기
- 화표
- 선돌
- 오벨릭스
- 나눗셈기호, 오벨리스크로도 알려져 있음
  - 칼표

- 남근 건축
- 석비
- 워싱턴 기념탑

- 이집트 오벨리스크 목록
- 거석 유적 목록
- 현대 오벨리스크 목록
- 로마의 오벨리스크 목록
- 아메리카의 콜럼버스 이전 시대 공학 프로젝트 목록

## 내용주
1. ↑  “A World of Obelisks: Rome”. 《www.pbs.org》. 2018년 2월 26일에 확인함.
2. ↑  ὀβελίσκος. Liddell, Henry George; Scott, Robert; A Greek–English Lexicon at the Perseus Project.
3. ↑  하퍼, 더글러스. “obelisk”. 《온라인 어원 사전》.
4. ↑  οβελός in Liddell and Scott.
5. ↑  Random House (2005). 《Random House Webster's college dictionary》. Random House Reference, New York. 847쪽. ISBN 9780375426001. 1. n. a tapering, four-sided shaft of stone, usu. monolithic and having a pyramidal apex.
6. ↑  Baker, Rosalie F.; Baker, Charles (2001). 《Ancient Egyptians: People of the pyramids》. Oxford University Press. 69쪽. ISBN 978-0195122213. 2014년 3월 10일에 확인함. Tekhenu egyptian
7. ↑  Edward Chaney,' "Thy pyramyds buylt up with newer might":Shakespeare and the Cultural Memory of Ancient Egypt' Aegyptiaca. Journal of the History of Reception of Ancient Egypt (5), 263–344
8. ↑  “Befreiungskriege (Gertraudenfriedhof)”. 《www.halle-im-bild.de》. 2023년 1월 23일에 확인함.
9. ↑  “A World of Obelisks: Cairo”. NOVA Online: Mysteries of the Nile. PBS. 2013년 6월 14일에 확인함.
10. ↑   Griffith, Francis Llewellyn (1911). 〈Obelisk〉.   Chisholm, Hugh. 《브리태니커 백과사전》 19 11판. 케임브리지 대학교 출판부. 945쪽.
11. ↑  Blackwell Gary, Patricia; Talcott, Richard (June 2006). “Stargazing in Ancient Egypt” (PDF). 《Astronomy》. 62–67쪽. 2021년 8월 3일에 원본 문서 (PDF)에서 보존된 문서. 2021년 1월 30일에 확인함.
12. ↑  Lacovara, Petere (2018). 《Pyramids and Obelisks beyond Egypt》. 《Aegyptiaca》. 130쪽. doi:10.11588/aegyp.2018.2.48018. 2019년 6월 17일에 확인함.
13. ↑  Tormod, Eide, 편집. (1996). 《Fontes historiae Nubiorum: Textual Sources for the History of the Middle Nile region between the eighth century BC and the sixth century AD》 1. University of Bergen, Dept. of Classics, Bergen, 1994. 54쪽. ISBN 9788291626017.
14. ↑  Lacovara, Petere (2018). 《Pyramids and obelisks beyond Egypt》. 《Aegyptiaca》. 131–135쪽. doi:10.11588/aegyp.2018.2.48018. 2019년 6월 17일에 확인함.
15. 1 2  “A World of Obelisks: Rome”. NOVA Online: Mysteries of the Nile. PBS. 2013년 6월 14일에 확인함.
16. ↑  Lees-Milne, James (1967). 《Saint Peter's》.
17. ↑  “Della trasportatione dellªobelisco Vaticano et delle fabriche di Nostro Signore Papa Sisto ...”. 《purl.pt》.
18. ↑  “Della trasportatione dell'obelisco vaticano et delle fabriche di nostro signore papa Sisto V fatte dal cavallier Domenico Fontana, architetto di Sva Santita, libro primo”. 《NYPL Digital Collections》. 2015년 8월 21일에 확인함.
19. ↑  Fontana, Domenico (1590). “Moving the Obelisk”. 《Martayan Lan Rare Books》. Rome, IT: Domenico Basa. 15 March 2012에 원본 문서에서 보존된 문서. 21 August 2015에 확인함.
20. ↑  Fontana, Domenico (1590). 《Della trasportatione dell'obel》. Zürich (NEBIS): ETH-Bibliothek – e-rara. doi:10.3931/e-rara-117.
21. ↑  “Caesarea Obelisk”. Highskyblue.web.fc2.com. 2001년 6월 18일. 2013년 6월 14일에 확인함.
22. ↑  Habachi, Labib (1985). 《The Obelisks of Egypt: Skyscrapers of the past》. American University in Cairo Press. 145–151쪽. ISBN 978-9774240225.
23. ↑  “A World of Obelisks: Istanbul”. NOVA Online: Mysteries of the Nile. PBS. 2013년 6월 14일에 확인함.
24. ↑  “A World of Obelisks: World”. NOVA Online | Mysteries of the Nile. PBS. 2013년 6월 14일에 확인함.
25. ↑  Brier, Bob (2018). 《The secret life of the Paris obelisk》. 《Aegyptiaca》. 75–91쪽. doi:10.11588/aegyp.2018.2.47945. 2019년 6월 18일에 확인함.
26. ↑  “Rassam Obelisk”. 《British Museum》. Collection object details.
27. ↑  “Broken Obelisk”. 《British Museum》. Collection object details.
28. ↑  “museodelsannio.com”. 2014년 10월 6일에 원본 문서에서 보존된 문서. 2015년 8월 21일에 확인함.
29. ↑  “Domitian Obelisk (In Piazza Papiniano, Benevento)”. 《obelisks.org》. 2019년 9월 15일에 확인함.
30. ↑  Burger, Richard L. 《The Life and Writings of Julio C. Tello》. University of Iowa Press. 2016년 9월 19일에 원본 문서에서 보존된 문서. 2010년 9월 27일에 확인함.
31. ↑  The Stone of the Empress - My Helsinki
32. ↑  Marking a people's love, an article from The New York Times published February 22, 1885.
33. ↑  Julio A. Luqui Lagleyze, Plazas de Buenos Aires, Revista Todo es Historia, Nro 90, noviembre de 1974
34. ↑  "Dispatches", NOVA
35. ↑  “Mysteries of the Nile | August 27, 1999: The Third Attempt”. Pbs.org. 1999년 8월 27일. 2013년 6월 14일에 확인함.
36. ↑  NOVA (TV series) Secrets of Lost Empire II: "Pharaoh's Obelisks"
37. ↑  Time Life Lost Civilizations series: Ramses II: Magnificence on the Nile, New York: TIME/Life, 1993, pp. 56–57